# CM Punk
Phillip Jack Brooks (Chicago, 26 de outubro de 1978), mais conhecido pelo nome de ringue CM Punk, é um lutador profissional americano. Atualmente, está sob contrato com a WWE na marca Raw, onde atuou anteriormente de 2005 a 2014.
Brooks começou sua carreira na luta livre profissional em 1999 no circuito independente, principalmente na Ring of Honor (ROH), vencendo o Campeonato Mundial da ROH uma vez. Ele assinou com a WWE em 2005 e ganhou o Campeonato da WWE duas vezes, o Campeonato Mundial de Pesos Pesados três vezes, e o Campeonato Intercontinental da WWE e o Campeonato Mundial de Pesos Pesados da ECW uma vez cada. Brooks também venceu o Campeonato Mundial de Duplas, tornando-se o 19º campeão da Tríplice Coroa da WWE; o lutador mais rápido a fazê-lo, em 203 dias. O único vencedor consecutivo da luta Money in the Bank, ele ganhou o Superstar do Ano no Slammy Awards de 2011 e foi eleito o Lutador do Ano da PWI em 2011 e 2012 pelos leitores da Pro Wrestling Illustrated. Depois de ficar desiludido com a WWE, Brooks saiu amargamente da empresa e se aposentou do wrestling profissional em 2014. Ele retornou em 2021 assinando com a All Elite Wrestling (AEW), onde venceu o Campeonato Mundial da AEW duas vezes, mas foi demitido em setembro de 2023 após polêmicas nos bastidores; Brooks retornou à WWE dois meses depois.
Brooks usou o apelido de CM Punk durante toda a sua carreira. Seu personagem tem sido consistentemente retratado como franco, conflituoso, de língua afiada, antiestablishment, direto e iconoclasta, muitos dos quais são inspirados por suas visões e personalidade da vida real. Dependendo de seu alinhamento como herói ou vilão, Brooks enfatizou diferentes aspectos do estilo de vida heterossexual para obter a reação desejada do público.
Após sua aposentadoria inicial do wrestling profissional, Brooks seguiu carreira no MMA e assinou com o Ultimate Fighting Championship (UFC) em 2014. Peso meio-médio, fez sua primeira luta profissional no UFC 203 em 2016, perdendo por finalização para Mickey Gall. Ele então perdeu sua segunda luta para Mike Jackson por decisão unânime no UFC 225 em 2018 (mais tarde anulado para no-contest) e foi posteriormente liberado. Brooks também apareceu como comentarista colorido do Cage Fury Fighting Championships e comentarista no WWE Backstage. Como ator, ele estrelou os filmes de terror de 2019, Girl on the Third Floor e Rabid.

## All Elite Wrestling (2021–2023)

### Reinados do título mundial, lesões e suspensão (2021–2022)
Em 20 de agosto de 2021, Punk fez sua estreia pela All Elite Wrestling (AEW) no evento The First Dance no Rampage, desafiando Darby Allin para uma luta no evento pay-per-view All Out. Isso marcou o retorno oficial de Punk ao wrestling profissional após uma aposentadoria de sete anos. O jornalista de luta livre Dave Meltzer disse: "A aparição de Punk em sua cidade natal atraiu uma das reações mais surpreendentes do público a um lutador profissional na história dos EUA. A reação foi comparada à reação de Montreal a Hulk Hogan em 2002, logo após seu retorno à WWE, ou a reação para Triple H no Madison Square Garden alguns meses antes, após seu retorno de um quadrilátero rompido." Punk venceu a partida contra Allin em setembro. Após uma breve rivalidade com Eddie Kingston, a quem Punk derrotou no Full Gear, Punk experimentou sua primeira derrota na AEW em fevereiro de 2022, perdendo para MJF em uma partida individual no Dynamite após meses de rivalidade entre os dois. Punk derrotou MJF no Revolution em uma luta Dog Collar.
No Double or Nothing em 29 de maio de 2022, Punk derrotou Adam Page para ganhar o Campeonato Mundial  da AEW. Cinco dias depois de ganhar o título, Punk anunciou no episódio de 3 de junho do Rampage que estava dando um hiato nas competições para se recuperar de uma lesão no pé, mas que continuaria campeão. Jon Moxley foi coroado campeão interino no lugar de Punk no AEW x NJPW: Forbidden Door em 26 de junho. No episódio especial de Quake by the Lake de Dynamite em 10 de agosto, Punk retornou e confrontou Moxley, iniciando uma disputa pelo título. Uma partida para determinar o Campeão Indiscutível Mundial da AEW ocorreu no episódio de 24 de agosto do Dynamite, onde Moxley derrotou Punk de forma rápida e sólida.
Depois de aceitar o desafio aberto de Moxley para qualquer um enfrentá-lo em setembro de 2022 no All Out, Punk derrotou Moxley no evento para ganhar o Campeonato Mundial da AEW pela segunda vez. Durante a confusão da mídia pós-evento, Punk abordou rumores de que havia tentado fazer com que Colt Cabana fosse demitido da AEW, acusou os vice-presidentes executivos da empresa e os lutadores Kenny Omega e The Young Bucks (Matt e Nick Jackson) de espalhar esses rumores e vazá-los. à mídia de wrestling e fez referência a um segmento no qual ele diz que Page saiu do roteiro antes da luta em maio. Omega e The Young Bucks, junto com o chefe jurídico da AEW, Megha Parekh, abordaram Punk sobre seus comentários nos bastidores, o que levou a uma altercação legítima. Punk, Omega e The Young Bucks teriam recebido suspensões consequentes enquanto se aguarda a investigação. Mais tarde naquela semana, o Campeonato Mundial da AEW foi anunciado como desocupado. Na mesma época, Punk passou por uma cirurgia para reparar o tríceps esquerdo depois de rompê-lo durante a partida no All Out. Sobre sua conduta no scrum, Punk disse mais tarde que "não abordou o assunto da maneira certa" e que estava "decepcionado" e "magoado", pois sentiu que acabara de sofrer outra lesão.

### Retorno e saída (2023)

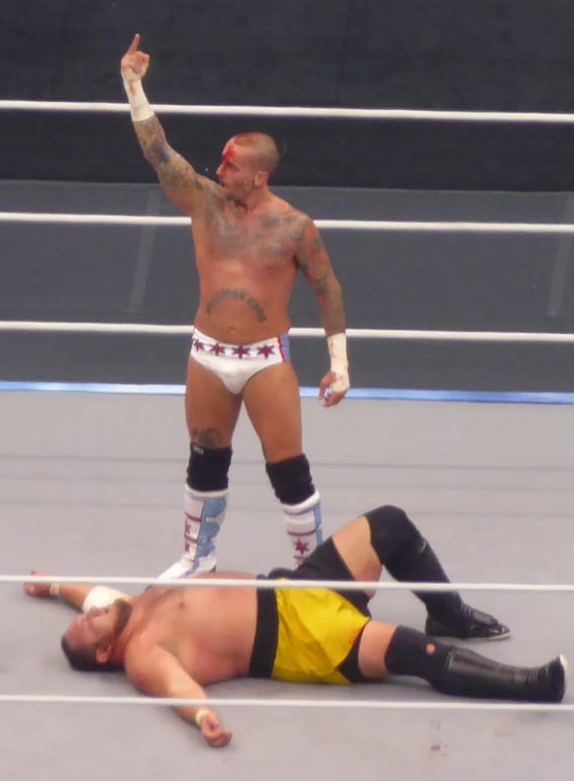
Punk (topo) enfrentando Samoa Joe no All In no Estádio de Wembley em agosto de 2023, naquela que seria sua última partida no AEW. Na foto, ele está usando o gesto do dedo médio.

Após uma ausência de nove meses, Punk retornou à AEW no episódio de estreia de Collision em 17 de junho de 2023, juntando-se a FTR (Cash Wheeler e Dax Harwood) para derrotar Samoa Joe, Jay White e Juice Robinson em luta de dupla de seis homem. Naquele mesmo mês, ele entrou no torneio masculino Owen Hart Cup, derrotando Satoshi Kojima na primeira rodada no Forbidden Door. Punk venceu Joe nas semifinais e perdeu para Ricky Starks na rodada final em 15 de julho, depois que Starks agarrou as cordas para obter vantagem e conseguir o pin. Na edição de 29 de julho do Collision, Punk revelou o Campeonato Mundial da AEW que havia vencido em setembro de 2022, declarando-se o verdadeiro campeão mundial e afirmou que ainda detinha o título por direito, já que nunca foi derrotado por isso. Ele então pintou seu símbolo "X" característico sobre o campeonato. No All In em agosto, ele defendeu com sucesso o "Real World Championship" contra Joe no que se tornaria sua última partida na AEW.
Após o evento, foi amplamente divulgado que Punk estava envolvido em uma briga nos bastidores com Jack Perry a respeito dos comentários que Perry fez durante sua luta no início do show, em si uma referência a Punk negando a Perry a oportunidade de usar vidro real em seus segmentos em Collision. Depois que uma investigação sobre a altercação foi conduzida pela AEW, Punk foi rescindido de seu contrato por justa causa em 2 de setembro, sob recomendação unânime do comitê disciplinar da AEW e de um consultor jurídico externo. A rescisão de Punk foi anunciada no Twitter pela conta oficial da AEW, e também foi anunciada durante a abertura do episódio daquela noite de Collision, onde o presidente e CEO da AEW, Tony Khan, afirmou que "o incidente foi lamentável e colocou as pessoas em perigo nos bastidores". Mais tarde, ele declarou: "Nunca em todo esse tempo eu senti até o domingo passado que minha segurança, minha segurança, minha vida estava em perigo em um show de luta livre. Não acho que ninguém deveria se sentir assim no trabalho, eu não acho que as pessoas com quem trabalho deveriam se sentir assim, e tive que fazer uma escolha muito difícil hoje."

## Retorno à WWE (2023–presente)
Na conclusão do Survivor Series: WarGames em sua cidade natal, Chicago, em 25 de novembro de 2023, Punk fez sua primeira aparição na WWE desde 2014 (descontando suas aparições no WWE Backstage da Fox). Segundo repórteres presentes ao evento, seu retorno foi saudado por “um dos pops mais barulhentos de todos os tempos”. Ele retornou à televisão da WWE no episódio do Raw de 27 de novembro, fazendo uma promo no final do programa declarando que estava "em casa" e que a WWE é "onde [ele] pertence".

## Carreira no wrestling profissional

### Início da carreira

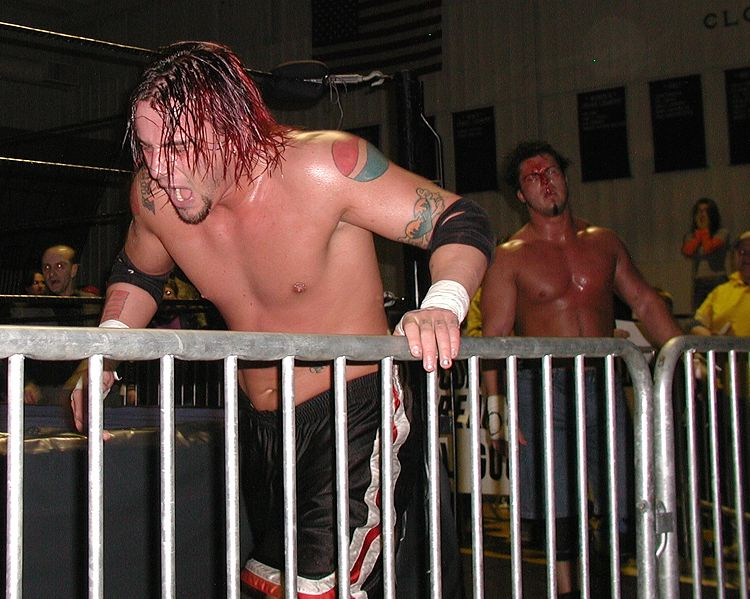
CM Punk em uma luta contra Danny Dominion no NWA Midwest em 23 de novembro de 2002, em Grayslake, Illinois.

A primeira experiência de Brooks no wrestling foi na federação amadora Lunatic Wrestling Federation, com seus amigos e seu irmão Mike Brooks, em meados dos anos 1990. Ele começou a usar o nome no ringue "CM Punk" quando foi colocado em uma dupla chamada Chick Magnets com CM Venom, após seu parceiro original ter sido retirado das lutas marcadas. Ao contrário de seus amigos, Punk realmente queria ser um lutador e viu no wrestling mais do que simples diversão. Quando a promoção começou a crescer, fazendo eventos fora de um armazém em Mokena, Illinois, Brooks descobriu que seu irmão Mike havia desviado milhares de dólares da pequena empresa, o que causou uma briga entre os dois, que não se falam desde então.
Ele logo deixou a federação e se matriculou como aluno na escola de wrestling profissional "Steel Dominion" em Chicago, sendo treinado por Ace Steel, Danny Dominion e Kevin Quinn para se tornar um lutador profissional. Como parte do treinamento, ele lutou pela Steel Domain Wrestling em St. Paul, Minnesota. Foi na Steel Domain que ele conheceu Scott Colton, que logo adotou o nome no ringue de Colt Cabana. Punk e Cabana tornaram-se melhores amigos e passaram a maior parte de suas carreiras trabalhando juntos nas mesmas promoções, como adversários ou aliados. No circuito independente, Punk, juntamente com seus  colegas Colt Cabana, Chuckee Smooth, Adam Pearce e o manager Dave Prazak, também graduados na Steel Domain, formaram uma aliança chamada Gold Bond Mafia.

### Independent Wrestling Association: Mid-South (2000–2005)
A casa para o início de carreira de CM Punk foi considerada a promoção independente Independent Wrestling Association Mid-South (IWA Mid-South). Durante o tempo de Punk na IWA: Mid-South, ele manteve longas rivalidades com Colt Cabana e Chris Hero, tendo ainda conquistado o Campeonato dos Pesos-Médios do Centro-Sul da IWA duas vezes, e o Campeonato dos Pesos-Pesados da Centro-Sul da IWA em cinco ocasiões distintas, derrotando estrelas como A.J. Styles, Cabana e até mesmo Eddie Guerrero por este campeonato; a rivalidade de Punk com Hero incluiu uma luta com mesas, escadas e cadeiras de cinquenta e cinco minutos, uma luta de duas quedas de noventa e três minutos, e vários combates empatados por estouro do tempo limite de uma hora.
As lutas de Punk contra Cabana o levaram a ser contratado pela promoção Ring of Honor. De fevereiro de 2003 até maio de 2004, ele se recusou a lutar pela IWA: Mid-South em protesto aos supostos maus-tratos de Ian Rotten a Chris Hero na empresa. Hero, no entanto, afirmou que acreditava que havia outras razões, e o tratamento de Rotten era apenas uma desculpa para que Punk pudesse parar de trabalhar para a IWA: Mid-South. Eventualmente, Punk retornou a empresa, atuando como lutador e comentarista até 2005, quando foi contratado pela World Wrestling Entertainment (WWE). Sua última aparição na IWA: Mid-South aconteceu em 2 de julho de 2005, em uma luta com Delirious, que terminou em empate ao atingir o limite de tempo.

### Ring of Honor e Total Nonstop Action Wrestling (2002–2004)

#### Rivalidade com Raven (2002–2004)
Inicialmente, Punk se juntou à Ring of Honor (ROH) como um mocinho, mas rapidamente se tornou um vilão ao começar uma rivalidade com Raven, competindo em várias lutas sem desqualificações. A rixa entre eles continuou pelo resto de 2003, e foi baseada em torno do estilo de vida straight edge de Punk, com ele comparando Raven a seu pai alcoólatra. A rivalidade terminou no evento The Conclusion em novembro de 2003, quando Punk derrotou Raven em uma luta numa jaula de aço. Ao mesmo tempo, ele se juntou à promoção NWA Total Nonstop Action (TNA), formando uma dupla com Julio Dinero, membros do grupo de Raven na TNA, o The Gathering.

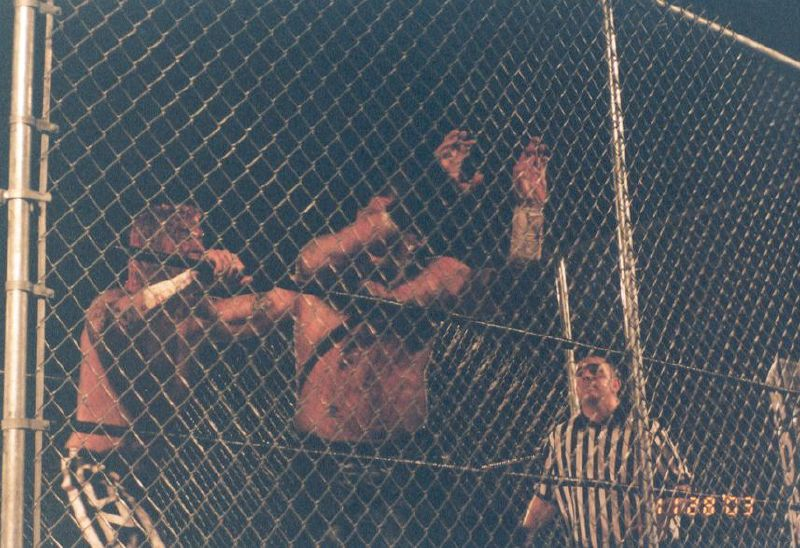
CM Punk durante uma luta numa jaula contra Raven no The Conclusion em 28 de novembro de 2003 em Fairfield, Connecticut.

CM Punk conquistou o segundo lugar em um torneio no Second Anniversary Show, que tinha como objetivo coroar o primeiro Campeão Pure da ROH, sendo derrotado por A.J. Styles na final. Mais tarde, ele ganhou o Campeonato Mundial de Duplas da ROH duas vezes com Colt Cabana como seu parceiro. Nas duas ocasiões, Punk e Cabana derrotaram os Briscoe Brothers pelo título. Em outubro de 2003, ele foi contratado para ser o treinador da escola de wrestling profissional da Ring of Honor, já tendo exercido o mesmo cargo na Steel Domain e Primetime Wrestling.
Pouco antes de um evento da TNA em 25 de fevereiro de 2004, Punk envolveu-se em uma briga física com Teddy Hart do lado de fora de um restaurante, sendo separados por Sabu. A briga teria se originado a partir de um evento da ROH em que Hart realizou três golpes não planejados, colocando vários outros lutadores em perigo eminente de lesão. Depois do ocorrido, Punk e Dinero pararam de aparecer nos eventos da TNA, levando a especulações de que os dois teriam sido demitidos. Entretanto, Punk afirmou que a briga não afetou sua carreira. Ele ainda acrescentou dizendo que a razão para ele e Dinero pararem de aparecer nos pay-per-views da TNA, foi que os executivos da empresa acharam que os dois não haviam convencido o público como vilões, depois de terem traído Raven e formado uma dupla com James Mitchell como manager. Os roteiristas decidiram acabar com a história indefinidamente, tendo em vista que Punk e Dinero não conquistaram a reação esperada. Punk oficialmente deixou a TNA em março de 2004 durante uma controvérsia criada por Rob Feinstein: os lutadores da TNA não poderiam mais lutar na ROH. Com isso, Punk decidiu deixar a companhia.

#### Busca pelo Campeonato Mundial (2004–2005)
Na ROH, Punk também enfrentou o até então Campeão Mundial da ROH na altura, Samoa Joe pelo seu título numa série de três lutas. A primeira delas, em 12 de junho de 2004, na cidade de Dayton, Ohio, acabou em empate devido a nenhum dos dois lutadores terem conseguido derrotar seu oponente num prazo de uma hora. A segunda luta entre Punk e Joe estava prevista para 4 de dezembro de 2004, no entanto, devido a Steve Corino ser trazido para uma luta com Joe pela Pro Wrestling ZERO-ONE, o segundo combate foi remarcado às pressas para 16 de outubro na cidade natal de Punk. Novamente, os competidores lutaram por mais sessenta minutos e pela segunda vez estouraram o tempo limite. Além de Joe vs. Punk II ter se tornando o DVD mais vendido da Ring of Honor na época, o combate recebeu uma classificação de cinco estrelas por Dave Meltzer, do Wrestling Observer Newsletter. Esta foi a primeira luta na América do Norte a receber uma classificação de cinco estrelas em sete anos, sendo a última a luta Hell in a Cell entre Shawn Michaels e Undertaker no Badd Blood: In Your House, em 1997. Joe terminou a série ao derrotar Punk no terceiro e final combate em 4 de dezembro de 2004 no All-Star Extravaganza 2, que tinha como estipulação espacial não haver tempo limite.

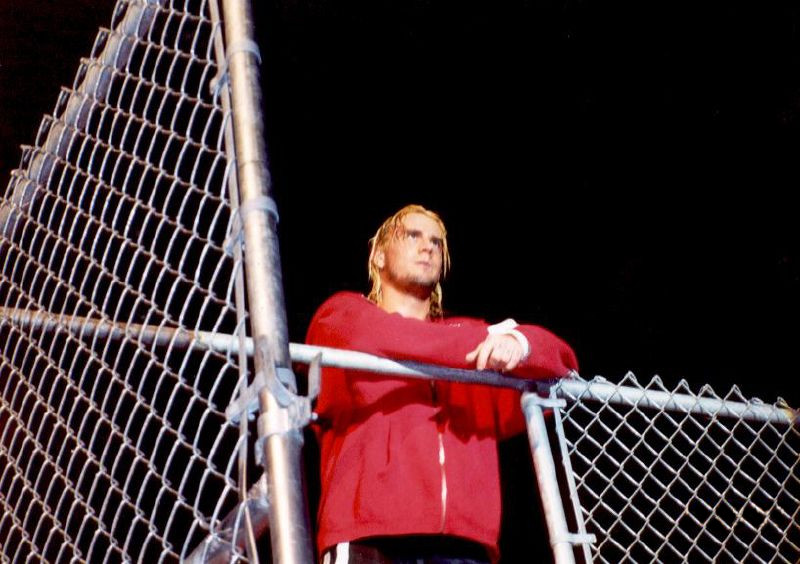
CM Punk na Ring of Honor.

Em junho de 2005, Punk assinou um contrato com a WWE, após uma luta-teste contra Val Venis no Sunday Night Heat em 9 de maio de 2005 (na qual foi exibida em 15 de maio). Mesmo aceitado o acordo, ele derrotou Austin Aries com o movimento Pepsi Plunge, ganhando o Campeonato Mundial da ROH em 18 de junho de 2005, no Death Before Dishonor III. Imediatamente após a luta, CM Punk se tornou um vilão, e começou uma história onde ameaçava levar consigo o Campeonato da ROH para a WWE. Durante as semanas seguintes, Punk brincou com os outros lutadores e com os fãs da ROH, bem como zombando do campeonato que possuía, indo tão longe a ponto de assinar seu contrato com a WWE sobre ele. Durante a história, Mick Foley fez várias aparições na ROH, tentando convencer Punk a abandonar o título antes de sua saída da empresa. Em 12 de agosto de 2005, na cidade de Dayton, Ohio, Punk perdeu o campeonato para James Gibson em uma luta 4-way, que consistia de si mesmo, Gibson, Samoa Joe e Christopher Daniels, que fez sua reestreia após uma ausência de ano e meio. A última luta de Punk na ROH foi no dia 13 de agosto de 2005 contra seu amigo de longa data Colt Cabana numa luta de duas quedas, a qual perdeu.
CM Punk fez uma participação especial no show ROH Unscripted II no dia 11 de fevereiro de 2006, quando o cartão original teve que ser descartado, devido a Low Ki deixar a ROH na semana anterior. Além disso, a maior parte do plantel da Ring of Honor, que havia sido contratada pela TNA, foi retirada do show devido a uma tempestade de neve, na qual os funcionários da TNA acreditavam que poderia impedir seus lutadores de alcançar um pay-per-view da empresa agendado para o dia seguinte. No evento principal, Punk se uniu com Bryan Danielson para lutar e derrotar Jimmy Rave e Adam Pearce em uma luta de duplas.

### World Wrestling Entertainment / WWE (2005–2014)

#### Ohio Valley Wrestling (2005–2006)
Em setembro de 2005, Punk foi atribuído a Ohio Valley Wrestling (OVW), um território de desenvolvimento da WWE. Ele fez sua estreia em 8 de setembro em uma luta não televisionada, onde se juntou a Nigel McGuinness e Paul Burchill, sendo derrotados por Deuce Shade, Elijah Burke e Seth Skyfire. No dia 26 de setembro de 2005, fez sua estreia na televisão pela OVW, onde sofreu uma ruptura em seu tímpano e quebrou o nariz após Danny Inferno acertá-lo com um soco demasiadamente forte. Punk despistou o fato de ter se machucado, terminou a luta e se recuperou rápido das lesões.
Em 9 de novembro de 2005, Punk se tornou Campeão Televisivo da OVW após derrotar Ken Doane. Logo após, começou uma rivalidade com Brent Albright, que havia tido uma rixa com Doane pelo mesmo cinturão. Eles lutaram diversas vezes, incluindo um combate que acabou em empate após estourarem o tempo limite enquanto Albright tinha Punk em seu movimento de finalização, o Crowbar; deste modo, CM Punk manteve o título, já que não houve um tempo extra. Em 4 de janeiro de 2006, Punk perdeu seu campeonato durante uma luta "3-way dance" entre ele, Albright e Doane. Este último se machucou durante a luta e foi substituído por Aaron "The Idol" Stevens. Punk desistiu após ser colocado em uma submissão de Albright e foi eliminado, mas retornou mais tarde para o distrair, permitindo assim que Stevens derrotasse Albright para se tornar Campeão Televisivo. Albright e Punk, em seguida, se juntaram brevemente e se tornaram oponentes novamente  quando Albright exigiu o respeito de Punk, que nunca o havia dado. A rivalidade continuou por várias semanas, com Punk sempre ganhando, isto até 1 de fevereiro, quando Albright se tornou vilão durante uma luta de duplas, permitindo que a Spirit Squad derrotasse Punk, que no processo, se tornou um mocinho. Paralelamente, Punk teve uma pequena aparição no WrestleMania 22 no dia 2 de abril de 2006, antes da entrada de John Cena.
Após Matt Cappotelli vagar o Campeonato dos Pesos-Pesados da OVW por causa de um tumor cerebral em fevereiro de 2006, um torneio foi realizado para coroar o novo campeão. As finais foram disputadas entre Brent Albright e CM Punk, onde Albright conseguiu a vitória e se tornou o novo campeão. Punk e Albright continuaram sua rivalidade, e pouco a pouco, Brent foi se tornando paranoico em manter seu cinturão. No dia 3 de março de 2006, Punk finalmente ganhou o título, derrotando Albright em uma luta de correias. Como Campeão Peso-Pesado da OVW, ele reteve seu cinturão em lutas contra Shad Gaspard, Mr. Kennedy, Johnny Jeter e "The Miz".
No dia 28 de julho de 2006, Punk e Seth Skyfire derrotaram Cryme Tyme para ganhar o Campeonato Sulista de Duplas da OVW em um evento ao vivo. Eles perderam o cinturão no dia 2 de agosto de 2006 para Deuce 'n Domino. Os dois então começaram uma rixa após perderem uma revanche quando Punk fez tag em Skyfire, que estava machucado (enquanto Punk estava ileso). Em 30 de agosto de 2006, ambos lutaram pelo Campeonato dos Pesos-Pesados da OVW. Antes da luta, entretanto, Skyfire foi atacado por Charles "The Hammer" Evans, sendo substituído então por Chet Jablonski ("Chet the Jet"), que derrotou Punk e ganhou o título. Como ele não tinha mais o cinturão, a OVW já não precisava mais de CM Punk. Ele então foi trazido para fazer parte integramente da WWE, mas continuou a fazer participações esporádicas para a empresa, como no episódio 400 da OVW TV, até a WWE anunciar que estava terminando seu contrato com a OVW em 7 de fevereiro de 2008.

#### ECW (2006–2008)

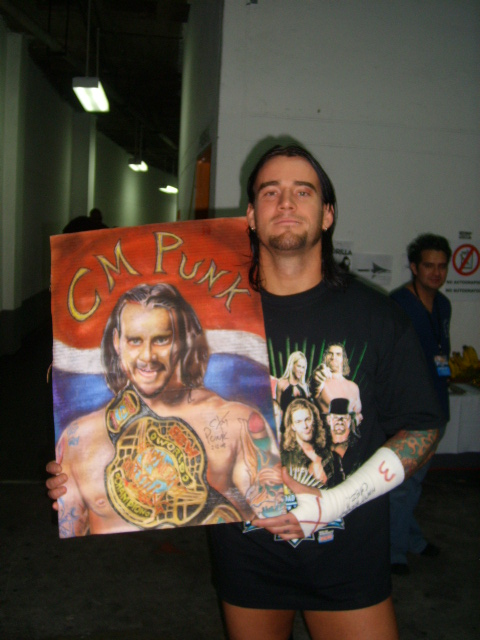
CM Punk com um retrato como o Campeão da ECW em 2008.

No dia 24 de junho de 2006, Punk fez sua estreia no programa ECW durante um show não-televisionado, derrotando Stevie Richards. Porém, fez sua estreia na televisão no dia 4 de julho, falando sobre o seu modo de vida straight edge, enfatizando os aspectos disciplinares de ser livre das drogas e do álcool. Apesar de Punk ter mantido sua personalidade straight edge, ele adquiriu uma base de Muay Thai nos seus golpes. Ele estreou lutando somente no dia 1 de agosto de 2006, derrotando Justin Credible. CM Punk se estabeleceu na ECW por ficar imbatível, derrotando oponentes como C.W. Anderson, Stevie Richards e Shannon Moore.
Logo depois, ele começou uma rivalidade com Mike Knox, já que a namorada deste, Kelly Kelly, estava desenvolvendo sentimentos por Punk. Ele derrotou Knox no primeiro combate entre os dois, se classificando para a luta Elimination Chamber no December to Dismember, bem como em uma revanche entre ambos; após o termino desta luta, Kelly Kelly comemorou a vitória de CM Punk sobre seu namorado. Ele então fez time com D-Generation X e os Hardy Boyz no Survivor Series na luta contra Rated-RKO, Knox, Johnny Nitro (futuro John Morrison) e Gregory Helms, na qual todos os participantes do time de Punk sobreviveram à eliminação. Na luta Elimination Chamber durante o December to Dismember pelo Campeonato Mundial da ECW, Punk foi o primeiro a sair, sendo eliminado por Rob Van Dam.

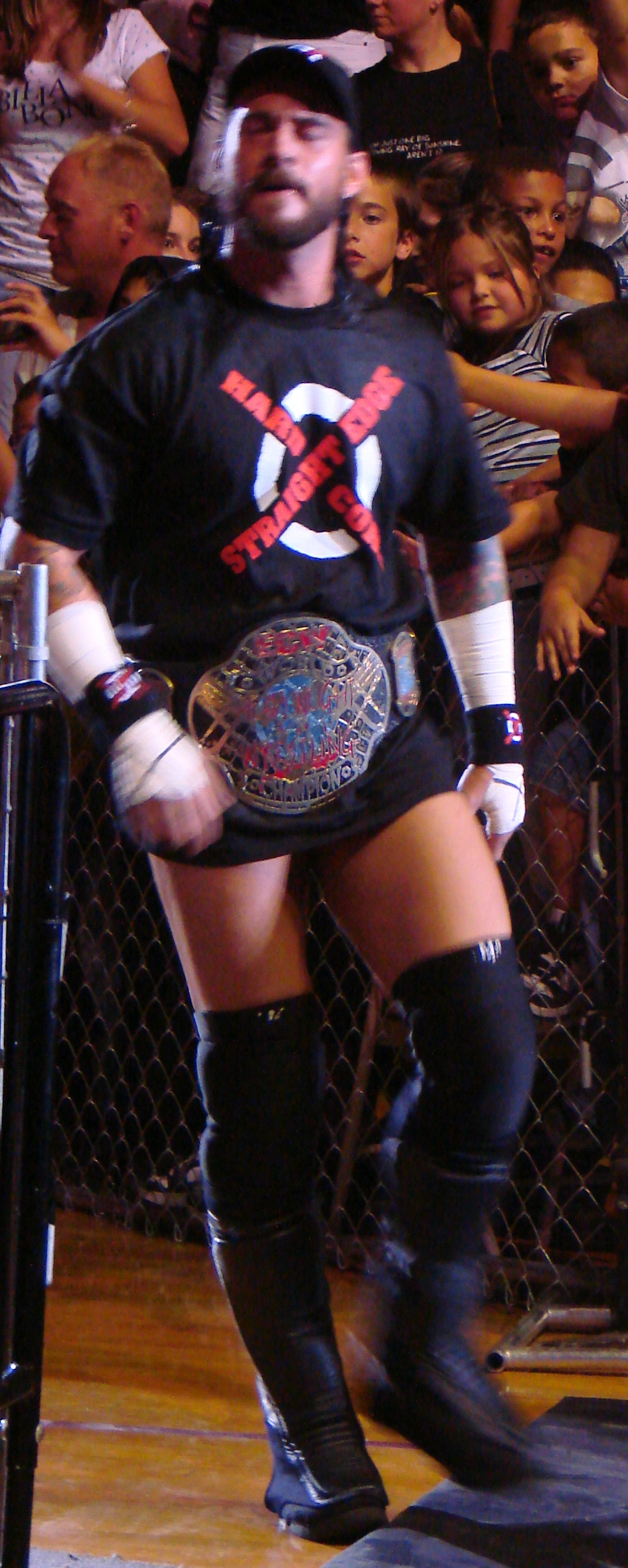
CM Punk como Campeão Mundial da ECW em 30 de Setembro de 2007 em Hammond, Indiana.

Após o evento, Punk entrou em uma rivalidade com Hardcore Holly, que terminou sua invencibilidade, que durava seis meses em combates individuais, sendo derrotado no dia 9 de janeiro de 2007. Ele então entrou em uma rixa com Matt Striker, que deu a ele sua segunda derrota individual desde sua estreia na ECW. Logo após, Punk se classificou para a luta Money in the Bank no WrestleMania 23 por derrotar Johnny Nitro (mais tarde, John Morrison). Nas últimas semanas antes do WrestleMania, Punk apareceu tanto no Raw quanto no Friday Night SmackDown!, derrotando Kenny Dykstra e o ex-Campeão Mundial dos Pesos-Pesados da WWE, King Booker, respectivamente. No WrestleMania 23, Punk competiu, mas não ganhou o combate Money in the Bank, tendo sido nocauteado da escada segundos antes do vencedor, Mr. Kennedy, pegar a maleta.
Na edição do dia 10 de abril de 2007 da ECW, Punk se tornou um vilão por um breve período por se juntar oficialmente ao New Breed, após várias semanas sendo disputado tanto por New Breed quanto pelos ECW Originals. Duas semanas depois, no entanto, ele traiu a New Breed durante uma tradicional luta quatro-contra-quatro no Survivor Series, disputada ente as duas facções, chutando o líder do New Breed, Elijah Burke, na nuca custando a ele o combate. Após a luta, Punk continuou aplicando seu movimento de finalização, o Go To Sleep, em Burke, se desculpando sarcasticamente após deixar o ringue, se tornando um mocinho novamente. O site WWE.com confirmou depois que Punk não era mais um membro do New Breed. No Judgment Day, Punk derrotou Burke em seu primeiro combate individual em um pay-per-view. No One Night Stand, ele fez parceria com Tommy Dreamer e The Sandman em uma luta de mesas para derrotar novamente a New Breed.
Por causa da transferência do Campeão Mundial da ECW Bobby Lashley para o programa Raw, o título ficou vago. Então, um mini-torneio foi anunciado para declarar o novo campeão. Os participantes eram Punk, Elijah Burke, Marcus Cor Von e o recentemente chegado Chris Benoit. Punk derrotou Marcus Cor Von no dia 19 de junho de 2007. Graças a isso, deveria enfrentar Benoit no Vengeance: Night of Champions pelo vago Campeonato Mundial da ECW. Chris Benoit, no entanto, foi substituído por Johnny Nitro, já que não compareceu ao evento, por causa do que foi descrito como "razões pessoais". No Night of Champions, Nitro ganhou a luta pelo título da ECW. Punk então ganhou outra tentativa pelo campeonato no The Great American Bash, no entanto, foi novamente foi derrotado por o agora chamado John Morrison.
Na semana seguinte, Punk desafiou Elijah Burke e Tommy Dreamer para uma luta triple threat para determinar o próximo competidor pelo título de Morrison, saindo vitorioso. Ele recebeu sua chance pelo título no SummerSlam, no entanto, Punk perdeu mais uma vez, quando Morrison usou ilegalmente as cordas para o prender num pinfall.
No dia 1 de setembro, em uma "luta de última chance", Punk derrotou Morrison pelo Campeonato da ECW. Ele então defendeu seu título com sucesso contra Elijah Burke no Unforgiven, Big Daddy V via desqualificação no No Mercy e The Miz no Cyber Sunday. Em 6 de novembro, reteve seu título em um combate contra Morrison por causa da interferência de The Miz. No Survivor Series, Punk reteve seu campeonato em uma luta triple threat, desta vez derrotando The Miz e John Morrison. No dia 22 de janeiro de 2008, Chavo Guerrero derrotou CM Punk em uma luta sem desqualificações para ganhar o Campeonato da ECW após Edge, (que estava como um comentarista) entrar no ringue e lhe aplicar um Spear.

#### Money in the Bank e Campeão Mundial dos Pesos-Pesados (2008–2009)

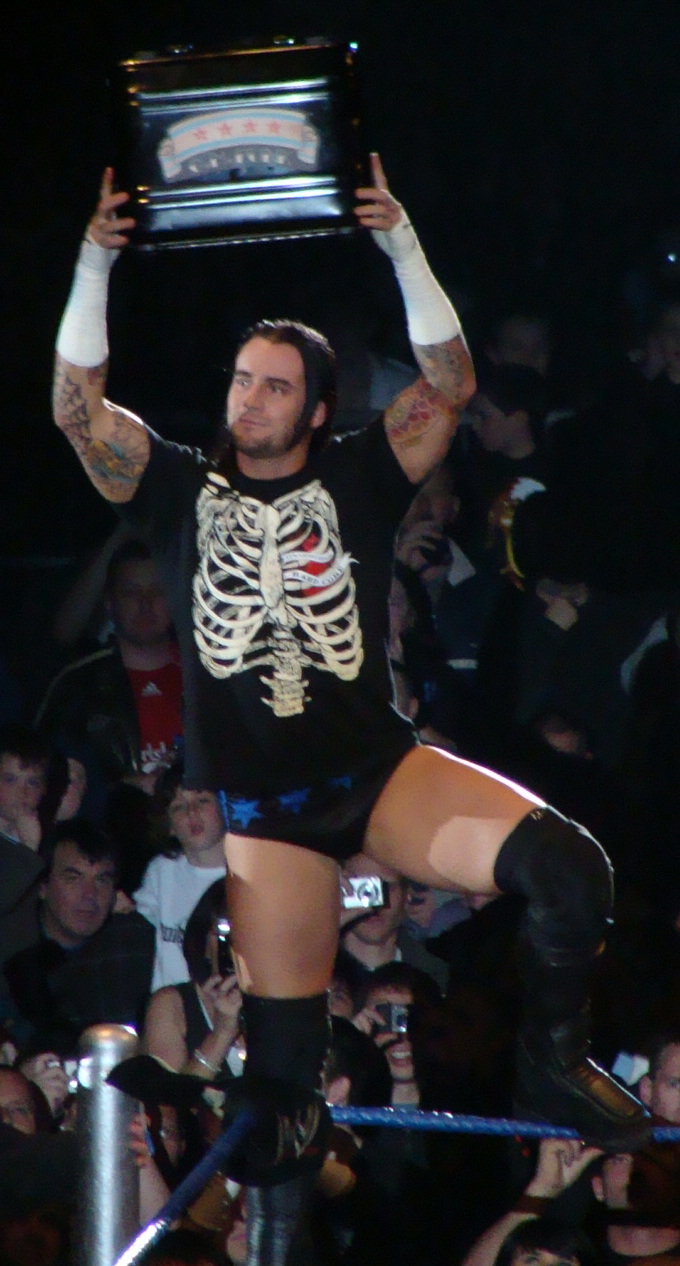
CM Punk em abril de 2008 com a primeira das duas maletas do Money in the Bank.

No WrestleMania XXIV, CM Punk ganhou a luta Money in the Bank, após derrotar Chris Jericho, Montel Vontavious Porter, Shelton Benjamin, John Morrison, Mr. Kennedy e Carlito.
Em 23 de junho de 2008 no episódio do Raw, Punk foi transferido para o mesmo programa durante o Draft de 2008. Na semana seguinte, após Batista atacar o Campeão Mundial dos Pesos-Pesados Edge e o deixar deitado no ringue, Punk aproveitou o momento para descontar seu contrato do Money in the Bank, conquistando o título. Mais tarde, naquela noite, Punk ganhou sua primeira defesa de campeonato contra John Layfield, que o desafiou logo após sua vitória. A conquista de Punk acabaria também por ganhar o Slammy Award de o Momento "Oh, meu Deus" do ano. Punk continuou a defender com sucesso seu título até o Unforgiven em 7 de setembro de 2008. Antes da luta Championship Scramble marcada na data, Punk foi atacado por uma primeira versão do The Legacy (Randy Orton, Cody Rhodes, Ted DiBiase e Manu), com Orton lhe aplicando um chute em sua cabeça. Foi anunciado então que Punk não poderia participar da luta devido ao ataque e, como resultado, involuntariamente perderia o título. Ele foi substituído por Chris Jericho, que ganhou o combate e consequentemente se tornou campeão. Punk recebeu uma revanche oito dias depois no episódio de 15 de setembro do Raw, onde não conseguiu recuperar o título em um luta numa jaula de aço contra Jericho.

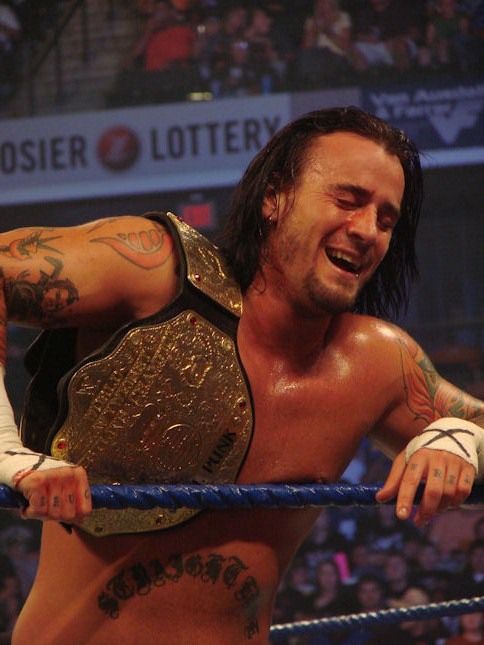
CM Punk como Campeão Mundial dos Pesos-Pesados durante seu primeiro reinado no SummerSlam.

Em 27 de outubro de 2008, no episódio do Raw, Punk e Kofi Kingston derrotaram Cody Rhodes e Ted DiBiase para ganhar o Campeonato Mundial de Duplas da WWE. A dupla era membro da equipe de Batista no Survivor Series, entretanto perderam para o time de Orton. Ele então entrou em uma competição pelo direito de se tornar desafiante ao Campeonato Intercontinental da WWE. Ele iria derrotar Snitsky e John Morrison nas duas primeiras rodadas. Punk e Kingston perderam o Campeonato Mundial de Duplas para John Morrison e The Miz em um evento ao vivo em 13 de dezembro de 2008. No dia seguinte, Punk derrotou Rey Mysterio no Armageddon para ganhar o torneio. No episódio de 5 de janeiro do Raw, Punk recebeu seu combate pelo título Intercontinental contra William Regal, que terminou em desqualificação, quando Regal segurou a camisa do árbitro. Devido a isso, Stephanie McMahon concedeu a Punk uma revanche na semana seguinte, mas desta vez foi ele mesmo que foi desqualificado. McMahon concedeu-lhe outra revanche, sendo desta vez, uma luta sem desqualificações em 19 de janeiro, durante um episódio do Raw, na qual Punk venceu e conquistou o título. Com esta vitória, Punk se tornou o décimo nono vencedor da Tríplice Coroa. Além disso, a vitória fez dele o homem a realizar a Tríplice Coroa no menor espaço de tempo, quebrando recorde anterior de Kevin Nash. Punk perdeu o Campeonato Intercontinental no episódio de 9 de março do Raw para John "Bradshaw" Layfield. No WrestleMania XXV, Punk ganhou a luta Money in the Bank e se tornou a primeira pessoa a ganhar o combate duas vezes.
Em 13 de abril de 2009, durante o Draft de 2009, Punk foi transferido para o programa Smackdown. No período seguinte a transferência, ele começou uma rivalidade com Umaga depois de repetidos ataques surpresa deste, enquanto Punk tentava usar seu contrato. Estes atos resultaram em uma luta Samoan strap no Extreme Rules, que foi ganha por Punk.
No final do mesmo pay-per-view, Punk descontou seu contrato do Money in the Bank para derrotar Jeff Hardy pelo Campeonato Mundial dos Pesos-Pesados. Punk manteve o seu título em uma luta triple threat contra Edge e Hardy oito dias depois, em 15 de junho, no episódio do Raw. No The Bash, Punk perdeu para Hardy por desqualificação depois de chutar o árbitro, após ser atingido (na história) no olho, alegando que não podia o ver. Pelas regras, ele reteve o campeonato. Hardy pôs em dúvida sobre a lesão no olho de Punk, acreditando que ele estava se fingindo, levando a Punk se transformar num vilão, no processo. No Night of Champions, Punk perdeu o campeonato para Hardy. A rivalidade continuou até o SummerSlam, onde Punk recuperou o título em uma luta com mesas, escadas e cadeiras, sendo logo após atacado por The Undertaker. Em 28 de agosto no episódio do SmackDown, Punk concluiu sua rivalidade com Hardy e conseguiu seu reservado objetivo de expulsa-lo da WWE, o derrotando em uma luta numa jaula de aço na qual o perdedor concordou em deixar a empresa. Este ato faria Punk ganhar um segundo Slammy em dezembro deste ano, que foi nomeado como "o choque do ano".
No Breaking Point, Punk derrotou The Undertaker em uma luta de submissão para manter o Campeonato Mundial dos Pesos-Pesados. Undertaker originalmente venceu a luta com sua submissão, o Hell's Gate. O gerente geral do SmackDown, Theodore Long, recomeçou a luta depois de afirmar que a proibição posta no movimento pela ex-gerente geral Vickie Guerrero ainda estava em vigor. Punk venceu o combate com sua submissão, o Anaconda Vise, quando o árbitro Scott Armstrong pediu para tocar o sino, apesar de Undertaker nunca se submeter (o que lembra o Montreal Screwjob, que teve lugar no mesmo local em 1997). A rivalidade entre os dois continuou e, no pay-per-view Hell in a Cell, em uma luta de nome homônimo, Punk perdeu o título para The Undertaker. Ele também perdeu duas revanches subsequentes no Smackdown e em uma luta fatal four way no Bragging Rights, que envolveu também Batista e Rey Mysterio.

#### Straight Edge Society e New Nexus (2009–2011)
A personagem de CM Punk tomou uma atitude mais sinistra no episódio de 27 de novembro do SmackDown, quando ele revelou que havia convertido Luke Gallows, anteriormente conhecido como um lutador mentalmente incompetente chamado de Festus, ao estilo de vida straight edge e que o tinha livrado de seus problemas mentais. Continuando a abraçar sua filosofia straight edge, Punk começou a apresentar-se como um culto, um salvador para a multidão, deixando crescer seu cabelo, sua barba e os pelos do peito, em uma alusão a Jesus. Em janeiro de 2010, Punk começou a converter membros do público a um estilo de vida straight edge, tomando-os a um juramento de lealdade, além de rasparem a cabeça, como um sinal de renovação e de devoção. Após a conversão de muitas pessoas que não foram vistas novamente, Punk converteu Serena, que começou a acompanhar ele e Gallows para formar a Straight Edge Society. Além de liderar esta aliança, Punk foi também um mentor do NXT, tendo como rookie Darren Young, que flertou com a ideia de se tornar straight edge antes de rasparem sua cabeça.

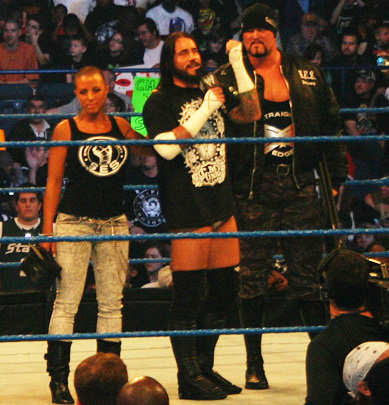
Straight Edge Society: Serena, Punk e Luke Gallows.

Punk continuou a mostrar traços messiânicos, frequentemente dando sermões, inclusive durante o anual Royal Rumble, bem como durante uma luta Elimination Chamber no pay-per-view homônimo. Durante este combate, ele foi eliminado por Rey Mysterio, o que levou a uma rivalidade nos pay-per-views seguintes. A tensão entre ambos aumentou quanto Mysterio impediu que Punk ganhasse uma luta de qualificação para o combate Money in the Bank, fazendo com o que Punk interrompesse a celebração de Mysterio do aniversário de nove anos de sua filha na semana seguinte. Mysterio então desafiou Punk para uma luta street fight no WrestleMania XXVI; semanas antes do evento, Mysterio foi derrotado por Gallows, o que significou que Punk escolheria a estipulação para o combate no WrestleMania. Ele escolheu a estipulação na qual se Rey perdesse, teria que entrar para a Straight Edge Society. No WrestleMania, entretanto, Mysterio saiu com a vitória,  dando início a uma revanche no Extreme Rules, onde Punk teria que raspar a cabeça, como seus discípulos, se perdesse. Punk ganhou esta luta após a interferência de um quarto membro da Straight Edge Society, que manteve o rosto coberto. No Over The Limit, uma terceira e última luta foi reservada com as duas outras estipulações reativadas. Punk perdeu o terceiro combate e teve que raspar a cabeça.
Envergonhado por ter ficado careca, já que ele se considerava sempre puro ao contrário de seus seguidores, CM Punk apareceu no episódio seguinte do SmackDown, em 29 de maio, usando uma máscara para esconder sua calvície. No Fatal 4-Way, ele desafiou Mysterio, The Big Show e o campeão Jack Swagger pelo Campeonato Mundial dos Pesos-Pesados, mas perdeu a luta quando foi atacado por Kane, que estava acusando várias pessoas de atacar The Undertaker. Em 16 de julho no SmackDown, Punk foi finalmente desmascarado por Big Show enquanto se recuperava de um ataque no braço. Na semana seguinte, Show também desmascarou o membro anônimo da Straight Edge, que foi revelado ser Joey Mercury. Isso levou a uma luta dois-contra-um no SummerSlam, onde Show derrotou Gallows e Mercury, depois que Punk abandonou seus companheiros de equipe. Entretanto, Show derrotou Punk em uma luta individual no Night of Champions. Após Serena ser liberada da WWE, e Mercury se lesionar, a Straight Edge lentamente se dissolveu. Gallows também começou a mostrar sinais de dissensão, e Punk o derrotou no SmackDown de 24 de setembro, terminando o grupo.

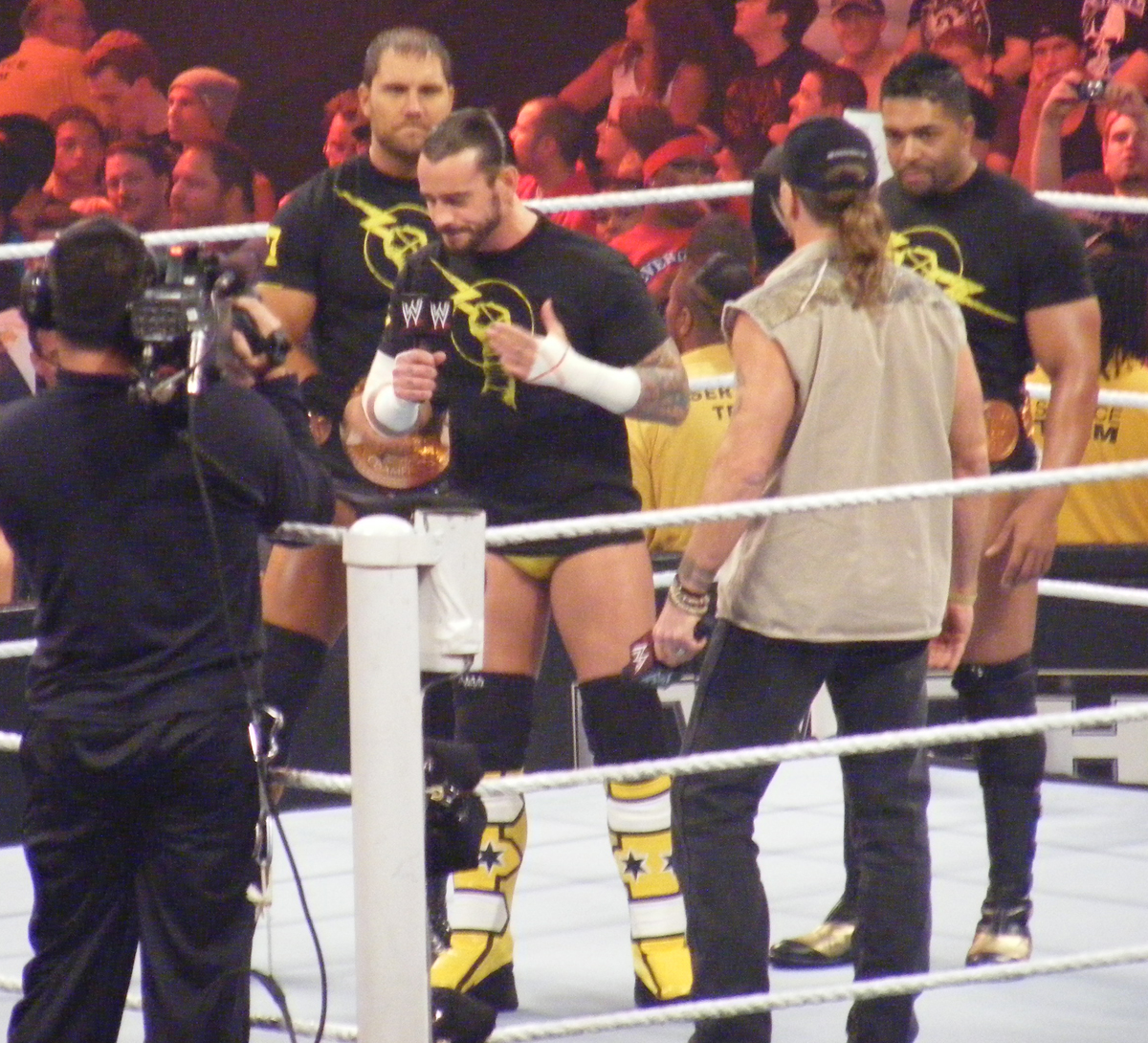
Punk como líder do New Nexus, acompanhado por Otunga e McGillcutty ao confrontar Shawn Michaels.

Punk foi trazido de volta para o Raw em 11 de outubro depois de ter sido transferido com Edge. Ele tomou parte na luta entre as equipes do Raw e SmackDown durante o Bragging Rights após ocupar a vaga do lesionado Evan Bourne, mas sua equipe perdeu. Foi informado mais tarde que ele estava sofrendo com uma lesão no quadril que o impediria de competir nas próximas semanas. Para manter uma presença na televisão, Punk começou comentando o Raw de 22 de novembro, já tendo exercido a posição de comentarista em um episódio do NXT. Durante seus comentários, Punk criticava John Cena por suas ações contra o The Nexus. Às vezes, ele favoreceu lutadores vilões contra os mocinhos. No final de dezembro, Punk deixou a equipe de comentários após agredir John Cena no Raw e SmackDown com uma cadeira. Ele revelou mais tarde que seus motivos para os ataques eram porque ele havia se juntado e assumido o controle do The Nexus. Punk, então, usou o grupo para atacar Randy Orton, culpando-o por ter terminado prematuramente seu primeiro reinado como campeão mundial em 2008, o que levou a uma luta no WrestleMania XXVII e um combate last man standing no Extreme Rules, sendo que em ambos Punk foi derrotado. Ele então passou os próximos meses envolvido em várias rivalidades, muitas vezes unido com outros membros do The Nexus.

#### Campeão da WWE (2011–2013)

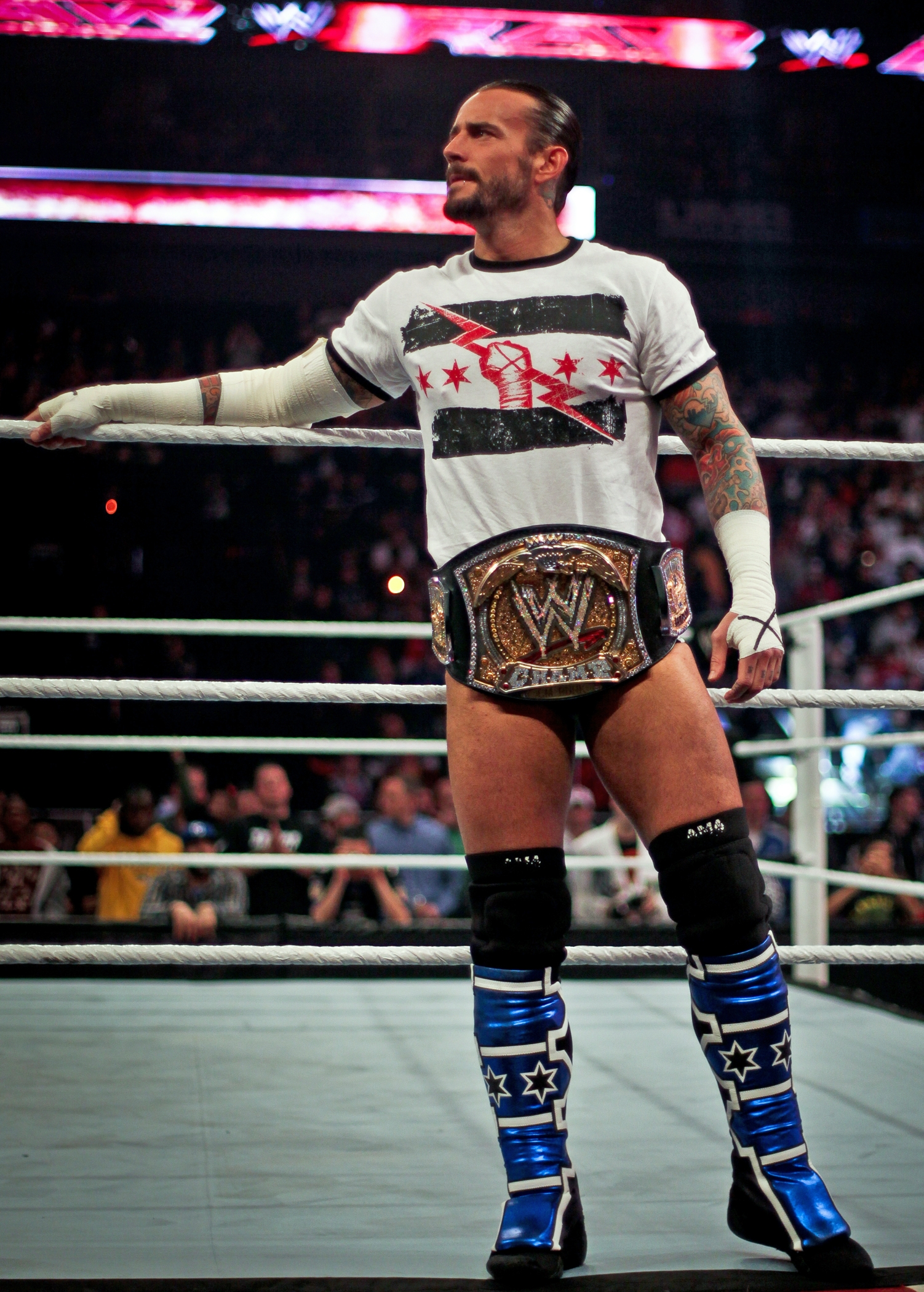
Punk em seu segundo reinado como Campeão da WWE.

Em junho de 2011, após derrotar o até então Campeão da WWE John Cena no Raw, Rey Mysterio no Capitol Punishment, e finalmente Alberto Del Rio em uma luta para determinar o desafiante número um ao Campeonato da WWE, Punk revelou que seu contrato expiraria no Money in the Bank, prometendo deixar a empresa com o título; alguns de seus discursos e maneirismos ecoaram seus últimos meses com a Ring of Honor. Depois de fazer um discurso no sobre a maneira em que a WWE estava a correr e sobre seu dono, Vince McMahon, durante o Raw de 27 de junho, ele recebeu uma suspensão (enredo) de eventos televisionados da WWE, mas foi reintegrado na semana seguinte por insistência de Cena. Após o retorno de Punk, ele deixou de aparecer com os restantes membros do The Nexus e o grupo silenciosamente se dissolveu no mesmo mês. Isso ajudou a transição dele de um personagem vilão a voltar ser um mocinho. Duas semanas mais tarde, no Money in the Bank, CM Punk derrotou John Cena para se tornar o campeão da WWE na sua última noite sob contrato com a empresa.
Em 21 de julho, Punk fez uma aparição surpresa no telão da Mattel em conjunto com a WWE no San Diego Comic Con para zombar do novo Diretor de operações da WWE, Triple H, e oferecer ao finalista do torneio pelo vago Campeonato da WWE, Rey Mysterio, uma luta pelo próprio título, enquanto estava na sua cidade natal, Chicago. Punk apareceu em 23 de julho no show All American Wrestling, mostrando respeito a Gregory Iron, um lutador com paralisia cerebral. Mysterio ganhou o torneio pelo Campeonato da WWE no episódio de 25 de julho do Raw, apenas para perdê-lo para Cena mais tarde naquela noite. Após a vitória de Cena, Punk voltou ao Raw e ofuscou a celebração do novo Campeão da WWE. Triple H, mais tarde, sustentou ambos como campeões legítimos e agendou os dois para uma luta no SummerSlam para decidir o indiscutível Campeão da WWE. Punk prevaleceu mas logo perdeu o título para Alberto Del Rio, que descontou seu contrato do Money in the Bank, depois de Punk ser atacado por Kevin Nash.

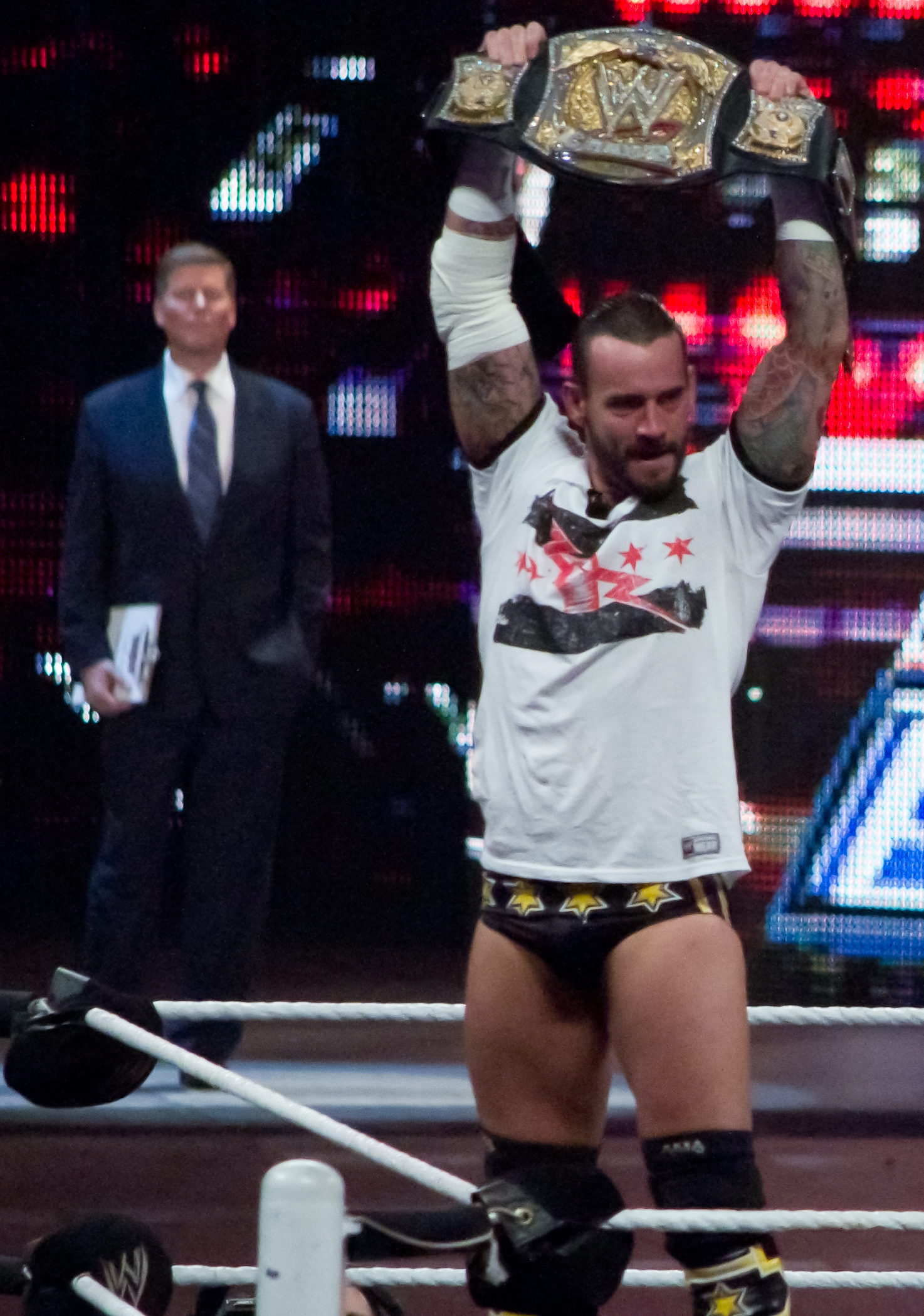
Punk, durante seu segundo reinado como Campeão da WWE, sendo assistido por John Laurinaitis.

Na noite após o SummerSlam, CM Punk acusou Nash de conspirar juntamente com Triple H para o manter fora da rota do Campeonato da WWE. Depois de repetidos confrontos, Nash e Punk exigiram se enfrentar no Night of Champions, sendo que Triple H concordou com o combate. No entanto, após Punk dar repetidos ataques verbais em relação a ele e sua esposa Stephanie McMahon, Triple H substituiu Nash. No Night of Champions, Punk perdeu a luta (na qual era sem desqualificações), após Nash, The Miz e R-Truth atacarem tanto ele quanto Triple H. Miz e R-Truth atacaram novamente Punk no Hell in a Cell, depois que ele perdeu uma luta triple threat Hell in a Cell pelo Campeonato da WWE. Punk tentou vingar-se juntando-se com Triple H contra Miz e Truth no Vengeance, mas perdeu novamente devido a Nash atacar Triple H. Isto ajudou na transição de Punk da voz antiestabelecimento de Triple H para John Laurinaitis, que se tornou o gerente geral interino do Raw. CM Punk não aprovando a promoção de Laurinaitis, o atacou verbalmente, referindo-o como um homem sem graça e bajulador.
No Survivor Series, CM Punk recuperou o Campeonato da WWE ao derrotar Alberto Del Rio com sua submissão, o Anaconda Vise. Ele defendeu o título em uma revanche contra Del Rio no episódio de 28 de novembro do Raw, e tanto contra Del Rio e The Miz em uma luta triple threat com mesas, escadas e cadeiras no TLC: Tables, Ladders & Chairs. Em 26 de dezembro no episódio do Raw, Punk foi derrotado por Dolph Ziggler em uma luta gauntlet, e com o resultado, se tornou desafiante número um pelo campeonato da WWE. Se tivesse sido bem sucedido, Punk teria ganho o direito de enfrentar Laurinaitis em uma luta. No Raw seguinte, ele foi derrotado por Ziggler via desqualificação por contagem, após a interferência de Laurinaitis, mantendo o campeonato com o resultado. Por intermédio de Laurinaitis, Punk perdeu para Ziggler durante janeiro de 2012, o que o levou a atacar Laurinaitis em retaliação. No evento Royal Rumble, CM Punk defendeu com sucesso seu título contra Ziggler, apesar de Laurinaitis atuar como árbitro da luta.
No episódio de 30 de janeiro do Raw, Chris Jericho atacou Punk e Daniel Bryan durante uma luta campeão contra campeão, dando a vitória a Bryan. Na semana seguinte, Jericho explicou suas ações, ao julgar que os lutadores da WWE eram imitações de si mesmo, com a singularização de Punk, já que alegava que era "o melhor do mundo", um apelido de Jericho, que usou na última vez que esteve na WWE. A rivalidade continuou no Elimination Chamber, onde Punk reteve o Campeonato da WWE na luta de mesmo nome; enquanto quatro competidores foram eliminados, Jericho foi incapaz de continuar na luta depois de ser jogado para fora da câmara por Punk, causando uma lesão temporária. Na noite seguinte no Raw, Jericho ganhou uma luta battle royal para determinar o desafiante ao Campeonato da WWE no WrestleMania XXVIII. Em uma tentativa de o desestabilizar psicologicamente, Jericho revelou que o pai de Punk era um alcoólatra, alegando também que sua irmã era uma viciada em drogas, afirmando que a filosofia straight edge de Punk era paranoia para evitar os mesmos vícios, prometendo fazer Punk se render ao álcool. Durante o WrestleMania, John Laurinaitis adicionou a estipulação de que o Campeonato da WWE mudaria de mãos por desqualificação, o que levou a Jericho incitar Punk a usar uma arma, mas ele resistiu e manteve o título. Em 2 e 9 de abril, nos episódios do SuperShow do Raw, Punk reteve seu título contra Mark Henry depois de perder para ele através de contagem e desqualificação, respectivamente. Após as duas lutas, Jericho o atacou e encharcou-o com álcool. No episódio de 16 de abril do SuperShow do Raw, Punk derrotou Henry em uma luta sem desqualificações, para manter o campeonato da WWE. Após brigas repetidas, a rixa entre Jericho e Punk culminaria em uma luta Chicago street fight no Extreme Rules, onde Punk derrotou Jericho para manter o seu título.
Punk então começou uma rivalidade com Daniel Bryan no evento Over the Limit, mantendo o título depois de reverter a submissão de Bryan, o "Yes!" Lock em um pinfall a seu favor; no entanto, replays após o término da luta mostraram que Punk visivelmente se rendeu a submissão. Punk e Bryan, então, começaram uma rivalidade concomitante com Kane, depois de atacá-lo com cadeiras de aço em várias ocasiões. Em 1 de junho, no episódio do SmackDown, uma luta pelo Campeonato da WWE entre Punk e Kane terminou em dupla desqualificação após Bryan atacar ambos. Enquanto isso, a ex-namorada de Bryan, AJ, começou a ter afetos por ambos, Punk e Kane. Esta disputa culminaria em uma luta triple threat no No Way Out, onde Punk conseguiu reter o título depois de AJ distrair Kane. No Money in the Bank, Punk novamente defendeu com sucesso o campeonato da WWE contra Bryan em uma luta sem desqualificações, que tinha AJ como árbitra.

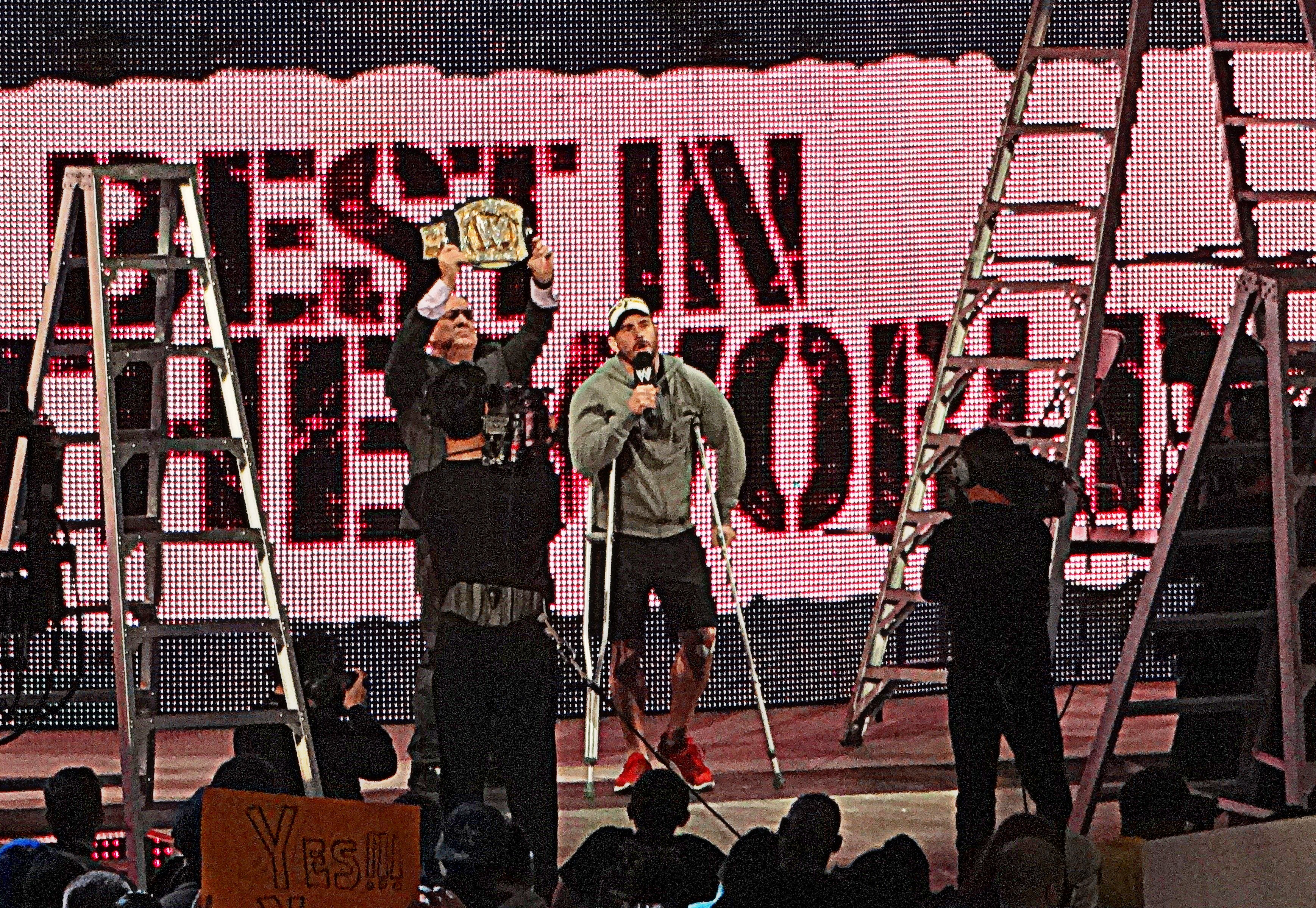
Punk com Paul Heyman (à esquerda).

Em 23 de julho, no Raw 1000, Punk defendeu seu título contra o vencedor da luta Money in the Bank, John Cena, perdendo por desqualificação após a interferência de Big Show. Quando o convidado especial da noite, The Rock – que havia interrompido Punk mais cedo para anunciar que estaria lutando pelo Campeonato da WWE no Royal Rumble – tentou ajudar Cena, Punk interveio inesperadamente e o atacou, se tornando um vilão no processo. Na semana seguinte, a justificava para suas ações foi alegando que estava cansado de pessoas como Cena e Rock lhe ofuscando, quando o campeão da WWE deveria ser o foco da empresa. Punk afirmou-se ainda mais como um vilão após interferir numa luta para determinar o desafiante número um a seu título entre Cena e Big Show. Como resultado, os dois lutadores foram inseridos na luta pelo título da WWE no SummerSlam, onde Punk conseguiu manter o campeonato. Nas semanas seguintes, este iria exigir o respeito de pessoas como AJ Lee, Jerry Lawler e Bret Hart, unindo-se eventualmente com Paul Heyman em sua rivalidade com Cena. No Night of Champions, Punk reteve o Campeonato da WWE depois que sua luta contra John Cena acabou em empate. Ele iria continuar a rivalidade com Cena, apesar da lesão deste no braço.
Eventualmente, Cena ficou fora da disputa do Campeonato da WWE durante o Hell in a Cell, e em seu lugar, Ryback se tornou o adversário de CM Punk. Em 28 de outubro, durante o evento, Punk, com a ajuda do árbitro Brad Maddox, derrotou Ryback em uma luta Hell in a Cell para manter seu título. Na noite seguinte, no Raw, Mick Foley confrontou Punk por este se esconder dos seus atos através da figura de Paul Heyman. Isso levaria a um acordo entre os dois para um combate no Survivor Series em uma tradicional luta cinco-contra-cinco de eliminação. No mesmo dia, Punk escolheu Alberto Del Rio, Cody Rhodes, Damien Sandow e The Miz para sua equipe. Na semana seguinte, no entanto, ele seria retirado da luta, sendo substituído por Dolph Ziggler, já que Vince McMahon havia reservado um combate triple threat pelo Campeonato da WWE contra John Cena e Ryback no evento. Em 18 de novembro, no pay-per-view, Punk venceu a luta realizando o pinfall em Cena, após a interferência da facção estreante chamada The Shield, composta por Dean Ambrose, Seth Rollins e Roman Reigns, o que lhe permitiu manter o Campeonato da WWE por um ano inteiro. Em 4 de dezembro, Punk passou por uma cirurgia para reparar uma parte rasgada do menisco, cancelando assim o combate pelo seu campeonato contra Ryback no TLC: Tables, Ladders & Chairs. Apesar de sua lesão, ele tornou-se a pessoa com o mais longo reinado como Campeão da WWE em 5 de dezembro, quando atingiu 381 dias, superando o reinado de John Cena de 380 dias. Punk retornou a ação no episódio de 7 de janeiro de 2013 do Raw, retendo o Campeonato da WWE contra Ryback em uma luta com mesas, escadas e cadeiras, após interferência da The Shield.
No Royal Rumble em 27 de janeiro, Punk defendia o Campeonato da WWE contra The Rock em uma luta com a condição de que se a The Shield interferisse, ele seria destituído do título. Punk originalmente fez o pinfall em The Rock para reter o campeonato após a The Shield jogar Rock através de uma mesa, enquanto as luzes da arena estavam apagadas. Vince McMahon então apareceu e começou a anunciar que Punk seria destituído do título, mas em vez disso, ordenou ao árbitro a reiniciar o combate, a pedido de The Rock, que na sequência conseguiu vencer a luta, terminando o reinado recorde de 434 dias de Punk. Este recebeu uma revanche pelo título em 17 de fevereiro no evento Elimination Chamber, com a condição de que The Rock iria perder o Campeonato da WWE se ele fosse desqualificado ou contado, mas Rock o derrotou para manter o título. No episódio de 25 de fevereiro do Raw, Punk enfrentou o vencedor da luta Royal Rumble de 2013, John Cena, por sua posição de desafiante número um ao Campeonato da WWE no WrestleMania 29, e foi derrotado.

#### Rivalidade com The Undertaker, Paul Heyman, The Wyatt Family, The Shield, Brock Lesnar e saída da WWE (2013–2014)

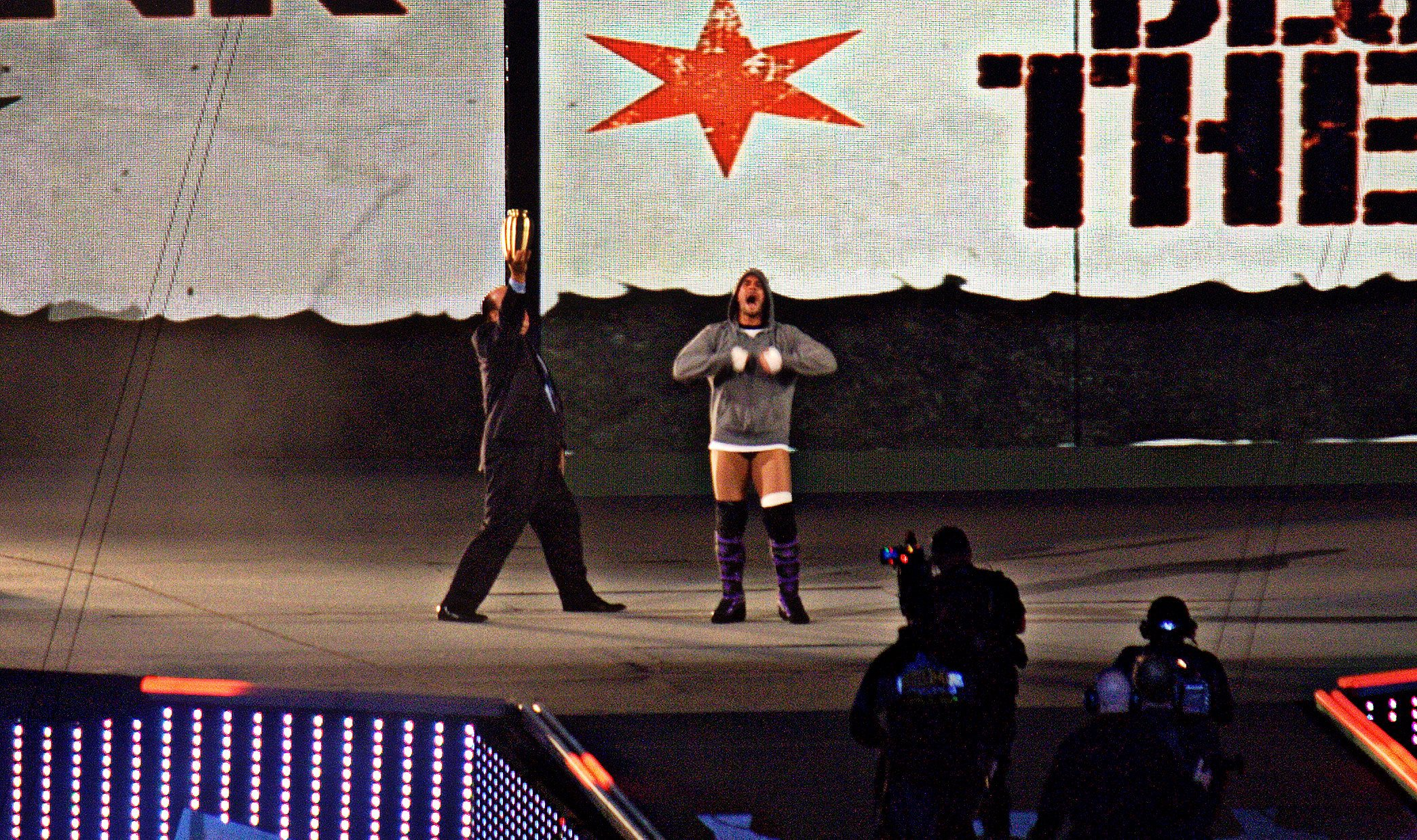
CM Punk fazendo sua entrada durante o WrestleMania 29.

Na semana seguinte, aborrecido por não conseguir outra chance pelo título de The Rock, Punk decidiu que acabaria com a série de vitórias de The Undertaker em WrestleManias. Para ganhar o direito de o enfrentar, Punk derrotou  Big Show, Randy Orton e Sheamus numa luta fatal four way na mesma noite. Na semana seguinte, Punk roubaria a urna de Paul Bearer, ex-manager de Undertaker e Kane (que falecera naquela semana), enquanto estes prestavam homenagem a seu ex-gerente. No dia 7 de abril, no WrestleMania 29, Punk foi derrotado por The Undertaker, que, no processo, ampliou sua série de vitórias para 21-0, levando de volta sua urna. Em 15 de abril, no episódio do Raw, Punk se dirigiu à multidão e recordou seu reinado como Campeão da WWE, assim como suas lutas contra The Rock e The Undertaker, se retirando da arena na sequência. Isto serviu para que Brooks fosse retirado de todos os eventos futuros da WWE nos próximos dois meses, afim de que pudesse se recuperar de todo o desgaste físico e mental que sofreu durante o ano de 2012.
CM Punk fez o seu regresso durante o Payback em 16 de junho, derrotando Chris Jericho. Na noite seguinte, no Raw, ele disse a Paul Heyman para ficar longe dele durante suas lutas. Na mesma noite, após derrotar Alberto Del Rio por contagem, Punk foi atacado por Brock Lesnar, que lhe aplicou um F-5. Na semana seguinte, no Raw, Heyman prometeu à Punk que ele não enviou Lesnar para atacá-lo, e que ele ainda é considerado o melhor amigo de Punk, e afirmou que qualquer problema entre Punk e Lesnar, era porque um odiava o outro. Depois disso, Punk derrotou Darren Young, quando Young e seu parceiro de tag team, Titus O'Neil começou a atacá-lo. Então, Heyman chamou seu outro cliente, Curtis Axel para ajudar Punk à combatê-los, para desgosto de Punk. Em 1º de julho, no Raw, Punk disse que ele confiava em Heyman, mas não confiava em Axel. Punk e Axel enfrentaram O'Neil em um novo combate de tag team, Axel viu Punk aplicar um Go To Sleep em Young, quando de repente Axel faz a tag com Punk, que fica sem entender nada, e vê Axel fazendo o pin em Young, onde Punk e Axel saíram vitoriosos, mas causando mais atrito entre Heyman e Punk.
Em 14 de julho, no Money in the Bank, Punk competiu na luta, pelo WWE Championship Money in the Bank Ladder Match, mas Heyman se voltou contra ele, onde atacou Punk brutalmente com uma escada, o que lhe custou a partida, que acabou por ser vencida por Randy Orton. A noite seguinte no Raw , Punk xingou Heyman, que afirmou que, sem ele, Punk não era mais o "Best In The World". Heyman revelou que ele não acreditava que Punk poderia vencer Lesnar, que, em seguida, veio e aplicou o F-5 em Punk sobre a mesa de anúncios. Na semana seguinte, no Raw, Punk desafiou Lesnar para um combate no SummerSlam, que Heyman aceitou em nome de Lesnar. Em 5 de agosto no Raw, Punk lutou com Axel um uma no-contest, após Heyman atacar Punk. Lesnar veio em seguida, para fora e brigavam com Punk, que acabou levando a vantagem. Punk se vingou da próxima semana, atacando Lesnar com uma câmera e uma cadeira de aço, após Heyman tentar mudar a luta agendada entre Punk e ele mesmo (Heyman) e colocar Lesnar na luta. Logo após o ataque à Lesnar, Punk começou a perseguir Heyman, Axel tentou atacá-lo, onde Punk lhe aplicou um Go To Sleep. Seis dias depois, no SummerSlam, Punk perdeu para Lesnar em uma No Disqualification, após interferência de Heyman. Na próxima Raw, Punk teve a chance de voltar a ser um "Paul Heyman Guy", mas recusou, atacando Axel. Na semana seguinte, Punk derrotou Axel antes de ser agredido por ele e Heyman. Punk foi então escalado para enfrentar Axel e Heyman em uma 2 on 1 Handicap Match no Night of Champions. Durante a luta, Punk venceu Axel, deixando Heyman por último, mas quando Punk ia acabar com a luta, Ryback atacou Punk e colocou Heyman em cima de Punk para fazer o pin, assim Heyman venceu a luta. No Battleground, Punk derrotou Ryback depois de executar um golpe baixo, enquanto o árbitro estava distraído com Heyman, que estava tentando interferir na luta.
Em 14 de outubro episódio da Raw, Punk derrotou Axel em uma "Beat a Clock Challenge Match", para determinar a estipulação para sua revanche com Ryback no Hell In A Cell. Punk anunciou que a luta seria uma 2 on 1 Handicap Match no Hell In A Cell, no qual ele iria enfrentar Paul Heyman e Ryback. No Hell in a Cell, Punk derrotou Ryback e Paul Heyman. Punk enfrentou Ryback novamente em uma Street Fight na noite seguinte no Raw, derrotando Ryback por finalização, terminando assim a sua rivalidade com Heyman. Após a partida, ele foi atacado pela The Wyatt Family (Bray Wyatt, Luke Harper e Erick Rowan), começando uma nova rivalidade, e mais tarde formou uma aliança com o ex-rival Daniel Bryan. No Survivor Series, Punk e Bryan derrotado Harper e Rowan em uma tag team match. Depois de Bryan ter sido "sequestrado" pela The Wyatt Family, na noite seguinte no Raw, Punk foi atacado por antigos aliados The Shield (Dean Ambrose, Seth Rollins, e Roman Reigns). Na semana seguinte, no Raw, Kane anunciou que Punk enfrentaria The Shield em uma 3 on 1 Handicap Match no Tables, Ladders & Chairs, que Punk venceu após Reigns acidentalmente aplicar um Spear em Ambrose. Já em 2014, no Royal Rumble, Punk foi o 1º à entrar na Royal Rumble Match. Depois de ter ficado com um dos 4 últimos, Kane, que já tinha sido eliminado no início da luta por Punk, eliminou Punk pelo lado de fora. Punk não apareceu no episódio da Raw na segunda-feira, após o Rumble. Apesar de ter sido anunciado para o SmackDown gravando na terça-feira, ele também não apareceu. Na quarta-feira, WWE.com parou de publicar Punk para eventos futuros. Foi relatado pela Wrestling Observer que na segunda-feira, Punk tinha informado à Vince que "estava indo para casa", e que não iria mais voltar. No Raw do dia 3 de março de 2014, foi esperado que Punk retornasse, pois o show era em Chicago. Já no início do show, a música de CM Punk foi tocada, onde os fãs foram ao delírio, mas Punk não apareceu. Seu nome foi gritado pelos fãs do início ao término do Raw, onde alguns fãs assistiram o show virados de costa, esperando o retorno de Punk, que não aconteceu.
Em 25 de outubro de 2023, CM Punk retornou para a WWE durante o evento Survivor Series War Games 2023

### All Elite Wrestling/ AEW (2021–2023)
Em 20 de agosto de 2021, CM Punk estreou pela All Elite Wrestling no AEW Rampage: The First Dance, recebendo uma das maiores reações do público da história do Pro Wrestling e marcando o seu retorno para a luta-livre após 7 anos de aposentadoria. CM Punk subiu no ringue e desafiou Darby Allin para um combate no AEW All Out, assim sucessivamente em 5 de setembro de 2021, Punk venceu sua luta contra Allin por pinfall.
Punk sofreu sua primeira derrota na AEW em Fevereiro de 2022, perdendo para MJF em uma singles match no AEW Dynamite depois de meses de rivalidade entre os dois. Punk vingou sua derrota contra MJF na AEW Revolution em uma Dog Collar match.
Em 29 de maio de 2022 no AEW Double or Nothing, CM Punk derrotou Adam Page para se tornar o Campeão Mundial da AEW, sua primeira vitória por um cinturão mundial desde o Survivor Series (2011).
Em 2 de outubro de 2023, CM Punk foi demitido da AEW, após um incidente ocorrido nos bastidores da AEW – All In London no domingo, 27 de agosto

## Carreira nas artes marciais mistas

### UFC (2014-2018)
No dia 6 de dezembro de 2014, durante o UFC 181, o presidente do Ultimate Fighting Championship (UFC) Dana White anunciou a contratação de CM Punk. Após um longo período depois de sua contratação, ele realizou sua estreia no peso-meio-médio contra o compatriota e também estreante Mickey Gall, em 10 de setembro de 2016 no UFC 203, tendo sido derrotado por finalização no primeiro round. Sua segunda luta pelo UFC aconteceu no UFC 225, em 19 de junho de 2018, na sua cidade natal de Chicago. Originalmente CM Punk enfrentou Mike Jackson e foi derrotado por decisão unânime, anos depois o resultado foi revogado pois Mike Jackson deu positivo no teste de drogas. Depois da luta, o presidente do UFC, Dana White, afirmou que CM Punk provavelmente não lutaria pelo UFC novamente.

## Cartel no MMA
| Cartel no MMA   |           |           |
| 2 lutas         | 0 vitória | 1 derrota |
| Por nocaute     | 0         | 0         |
| Por finalização | 0         | 1         |
| Por decisão     | 0         | 0         |
| Empates         | 0         | 0         |
| No contest      | 1         | 1         |

| Res.    | Cartel | Oponente     | Método                  | Evento                           | Data                   | Round | Tempo | Local             | Notas |
| ------- | ------ | ------------ | ----------------------- | -------------------------------- | ---------------------- | ----- | ----- | ----------------- | --- |
| Anulada | 0-1    | Mike Jackson | Sem resultado           | UFC 225: Whittaker vs. Romero II | 9 de junho de 2018     | 3     | 5:00  | Chicago, Illinois | Originalmente Jackson venceu por decisão unânime; resultado foi anulado pois Jackson testou positivo no teste de drogas. |
| Derrota | 0-1    | Mickey Gall  | Finalização (mata leão) | UFC 203: Miocic vs. Overeem      | 10 de setembro de 2016 | 1     | 2:14  | Cleveland, Ohio   | Estreia no MMA; Estreia no UFC; Estreia nos Meio Médios.                                                                 |

## Personagem
Brooks adotou o seu modo straight edge da vida real como seu personagem no wrestling profissional, mas sua persona usa diferentes elementos culturais, como suas crenças do movimento straight edge em função de seu alinhamento dentro do ringue. Enquanto retrata um mocinho, a personagem de Punk tende a ser a sua personalidade normal, em grande parte indiferente a outros que bebem álcool, fumam, fazem uso de drogas ou tem promíscuo comportamento sexual, mas enfatiza a disciplina social envolvida com a abstinência. Por outro lado, a sua personalidade de vilão tende a ser a de alguém que é linha dura ou militante reto, exemplificando as atitudes elitistas e a superioridade complexa definida pelo estilo de vilão de Punk, com discursos, porque ele é "melhor do que você". Punk executa o símbolo do straight edge cruzando os braços em uma forma de "X" ao ter os "X" escritos na parte de trás de suas mãos, normalmente desenhados em sua fita de pulso.
Originalmente, as iniciais CM em seu nome no ringue representava a frase "Chick Magnet", o nome da dupla que tinha como um lutador amador. Punk, no entanto, mais tarde mudou CM para uma pseudo-sigla, declarando que não havia sentido, embora quando perguntado, ele começa a fazer significados que se encaixam as iniciais, indo tão longe a ponto de tornar longas as histórias para explicar as origens que não combinam com a história real. Desde o início desta prática, Punk declarou que CM significa "Cookie Monster", "Cookie Master", "Crooked Moonsault", "Chuck Mosley", "Charles Montgomery", "Charles Manson", "Chicago Made", entre outros.
Uma parte intrigante de Punk são as inúmeras tatuagens que adornam seu corpo, alguns dos quais vieram a se tornar símbolos associados a Punk, bem como mantras e declarações que foram integrados em sua personagem. Das tatuagens como um todo, devido à sua grande quantidade e variedade, também se tornaram um atributo de identificação para Punk. O mais importante das tatuagens individuais do caráter de Punk, quer através da associação, símbolo ou mantra, são:

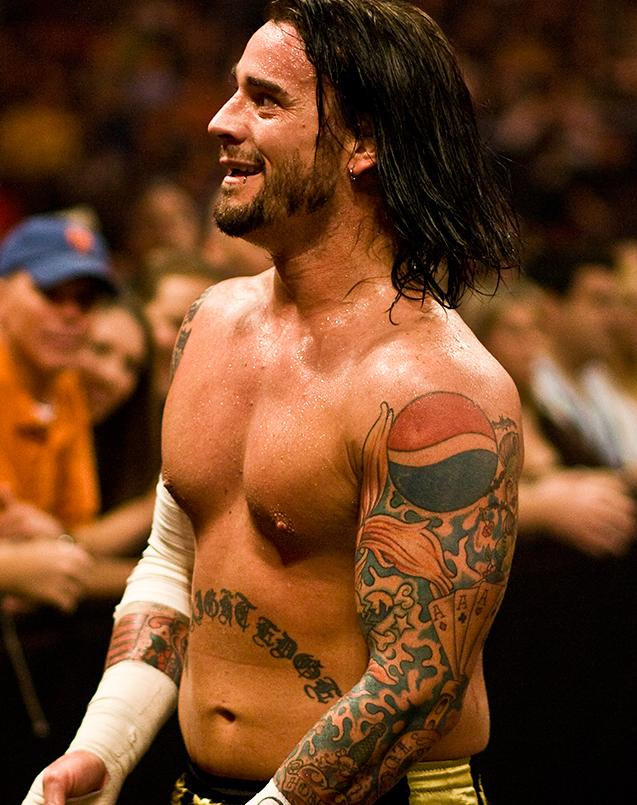
CM Punk em uma gravação do Raw. Proeminente visível são a tatuagem do Globo da Pepsi no ombro esquerdo, a tatuagem manga "sorte é para perdedores" em seu braço esquerdo, e a tatuagem "straight edge" em sua barriga.

- O logo do Globo da Pepsi em seu ombro esquerdo que inspirou os nomes de dois de seus movimentos secundários. Ele também se tornou um símbolo de Punk, que usava o logotipo em suas manobras no ringue no circuito independente, assim como um pouco modificado logotipo da Pepsi sendo usado como parte no seu vídeo de entrada.[254] Punk, um afiado bebedor de Pepsi, escolheu para receber uma tatuagem da Pepsi para enfatizar suas crenças straight edge.[3] A tatuagem também é uma referência ao ex-guitarrista da Minor Threat, Brian Baker, que tinha uma tatuagem da Coca-Cola e explicou isso dizendo "Eu gosto de Coca-Cola". Quando as pessoas perguntarem sobre a tatuagem da Pepsi de Punk, muitas vezes ele responde: "Eu gosto de Pepsi", de forma semelhante.[2]
- As palavras "Straight Edge" são explicitados no estômago de Punk. Esta é uma de suas mais antigas tatuagens;[253] ele se referiu a ela como sua identidade.[255]
- A tatuagem da luva em seu braço esquerdo, que diz "a sorte é para perdedores" apresenta numerosos símbolos de boa sorte, incluindo um pé de coelho, trevo de quatro folhas e uma ferradura.[256] A tatuagem também possui quatro ases jogados como um tributo ao seu treinador Ace Steel.[256]
- A tatuagem nas costas da mão esquerda lê-se "Sem truques necessários", um tributo ao falecido lutador Chris Candido.[257]
- Uma tatuagem em suas juntas com as palavras "LIVRE DE DROGAS"[Nota 6] ("DROGA" em seus dedos direitos e "LIVRE" à sua esquerda).[258]
- Uma tatuagem do número da camisa de sua irmã pequena (31) atrás de sua orelha esquerda cercada de estrelas, cada um dos quais também representam seus irmãos como uma forma de se lembrar deles.[259][260]
- A tatuagem no ombro direito do logotipo do Comandante Cobra, inimigo de G.I. Joe. Punk é bem conhecido por seu amor de histórias em quadrinhos, considerando-os juntamente com jazz e wrestling profissional como três das artes originais que a América deu para o mundo.[259]
- A tatuagem de uma rosa em seu pulso esquerdo.[261]
- Uma tatuagem em suas juntas, abaixo da "livre de drogas", lê-se "romance" quando os dedos estão interligados com um coração com setas em seu dedo mindinho esquerdo no final.[262]

A personagem de Punk foi parodiada pela federação Chikara, que usou o personagem CP Munk, que tinha como mascote um esquilo straight edge. O personagem inclui referências a Punk, como o "X" nas fitas de pulso, um logotipo da Pepsi no ombro esquerdo do traje, e uma versão estridente do tema musical de Punk durante sua passagem no circuito independente, "Miseria Cantare – The Beginning", pela banda AFI. Em seu site, Punk tem dito sobre o caráter de CP Munk, e as pessoas por trás dela:
| “ | Estou dividido 50/50 sobre isso. Alguns dias eu fico muito chateado com isso, porque é desrespeitoso. Tenho certeza que não é nenhum segredo que os idiotas que correm para a Chikara e eu não nos damos muito bem, então o seu julgamento na tentativa de me "zombar" é um pouco invalida. Na maioria dos dias eu só rio com isso, porque ninguém da Chikara nunca será suficiente bom, seja em que lugar for, já que ninguém os parodia. Eu ganhei. | ” |

## Outras mídias

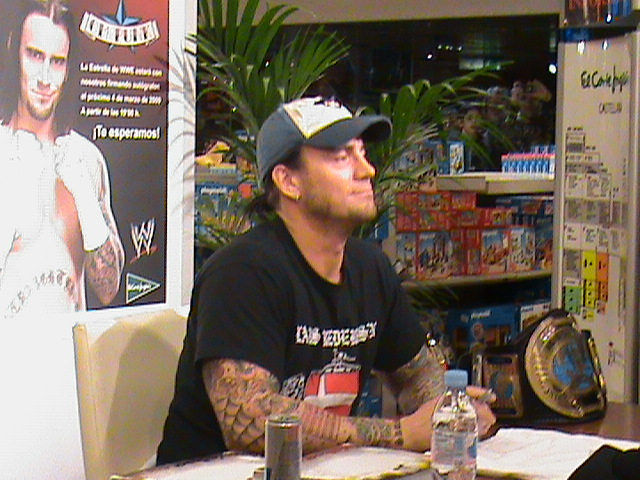
CM Punk em uma sessão de autógrafos em Madrid, Espanha.

Punk fez uma aparição em 16 de fevereiro de 2004 no episódio de Monster Garage, "Box Car Wrestling Truck", realizando uma luta curta com Samoa Joe. Em 31 de outubro de 2006, Punk juntou-se ao The Atlantic Paranormal Society (TAPS) para no especial da Sci Fi Channel, Ghost Hunters ao vivo, que era de seis horas de show transmitido ao vivo no Halloween do Hotel Stanley em Estes Park, Colorado. Inicialmente cético sobre o que ele poderia encontrar, Punk disse ter ouvido crianças rindo e passos quando não havia ninguém no hotel.
Em 2008, Punk apareceu no Sports Grand Marshal televisionado nacionalmente na Parada de Ação de Graças do McDonald's no centro de Chicago. Ele repetiu este papel em 2012.
Punk fez sua estreia nos video games no WWE SmackDown vs. Raw 2008, também sendo um personagem jogável no WWE SmackDown vs. Raw 2009, WWE SmackDown vs. Raw 2010, WWE All Stars, WWE SmackDown vs. Raw 2011, WWE '12, estrelando ainda a capa do WWE '13.
Em 15 de julho de 2011, CM Punk deu o primeiro arremesso no Wrigley Field antes de um jogo dos Chicago Cubs. Em 8 de maio de 2012, Punk retornou ao Wrigley Field para novamente dar o primeiro arremesso antes de um jogo entre Cubs e Braves. Ele também deu o primeiro arremesso na partida entre New York Mets e Miami Marlins em 5 de abril de 2013, no Citi Field.
Punk apareceu no San Diego Comic Con de 2011 e no Wizard World Philadelphia Comic Con de 2012, onde realizou uma sessão de perguntas e respostas.
CM Punk fez aparições no Jimmy Kimmel Live! e no Late Night with Jimmy Fallon, ainda informando a previsão do tempo na Fox News 59.
A entrada de Punk foi imitada pelo jogador de dardos australiano Paul Nicholson durante o 2011 World Matchplay e a 2011 PDC World Darts Championship.
Em 13 de fevereiro de 2012, Punk apareceu ao lado de seu amigo e treinador de Jiu-Jitsu Brasileiro, Rener Gracie para uma edição do Gracie Breakdown, uma série no youtube que explica lutas de Artes Marciais Mistas, especificamente as técnicas utilizadas no Jiu-Jitsu, para ajudar a explicar as técnicas utilizadas no UFC 4 no combate entre Royce Gracie e Dan Severn. Em 30 de abril de 2012, foi anunciado que Punk seria apresentado no WWE Studios e Kare Production Project, "Les reines du ring" (em português: "Rainhas do ringue") ao lado dos companheiros e lutadores Eve Torres e The Miz. Em 25 de novembro, Punk foi convidado a estrelar um episódio de  Talking Dead, que recapitulou o episódio deste mesmo dia de The Walking Dead.
Punk escreveu a introdução para a edição de capa dura do crossover da Marvel Comics de 2012, o Avengers vs. X-Men. Ele foi entrevistado pelo site oficial da Marvel, e quando perguntado sobre escrever a introdução, disse:
| “ | É um sonho nerd se tornando realidade! Inicialmente, eu tinha um monte de idéias sobre o que eu iria escrever para eles, então só comprei um teclado para o meu iPad que eu pensei que seria mais fácil. Depois de uma semana aprendendo a usar o teclado estúpido, sentei na frente dele e comecei a digitar. As ideias vieram até mim com tanta naturalidade e antes que eu percebesse, tinha duas páginas de material. As coisas sairão da minha cabeça e eu só o re-li outras duas vezes para corrigi-lo. Eu não tenho certeza se é isso que a maioria dos escritores fazem, mas estou feliz com o produto final. Foi uma coisa muito legal de se fazer. | ” |

Em 2013, Punk escreveu um prefácio para o livro de receitas de sua amiga e ex-namorada Natalie Slater, intitulado Bake and Destroy: Good Foods for Bad Vegans. O livro também contou com uma receita de cupcake, inspirada pelo amigo de longa data, Samoa Joe.
Em 2015, CM Punk estrelou um filme animado dos Flintstones, The Flintstones & WWE: Stone Age SmackDown!, produzido pela Warner Bros em parceira com a WWE Studios, ao lado de Vince McMahon e John Cena. Ele fez a voz do personagem "CM Punkrock", que se baseia em si mesmo. Também escreveu um one-shot de Shang-Chi, o Mestre de Kung Fu da Marvel, que foi publicado em novembro de 2017.

## Vida pessoal
Punk é ateu e pescetariano.
Enquanto trabalhava para a Ring of Honor, foi romanticamente ligado a lutadoras profissionais Shannon Spruill e Tracy Brookshaw. Depois de ingressar na Ohio Valley Wrestling, Punk começou a namorar Maria Kanellis, que estava trabalhando lá como uma entrevistadora. No entanto, eles se separaram algum tempo depois de Punk ser transferido para a WWE começando a trabalhar na ECW. Punk estava namorando Lita , no entanto Matt Hardy confirmou em março de 2010 que Punk e Dumas não estavam mais juntos. Punk revelou em entrevista a Revista Maxim que ele estava em um relacionamento com a lutadora da WWE, Beth Phoenix. No entanto, ele revelou em dezembro de 2011 que estava solteiro novamente. Em abril de 2013, foi noticiado que ele retomou um antigo relacionamento com Lita. Punk assumiu o seu novo relacionamento com AJ Lee em Dezembro de 2013.
CM Punk é um fã ávido da equipe de hóquei no gelo Chicago Blackhawks e da equipe de basebol Chicago Cubs. Sua palavra favorita é defenestração e sua cor favorita é o vermelho dos Starbursts.
Em seu tempo livre, Punk lê e coleciona história em quadrinhos. Ele já trabalhou para uma loja chamada All American Comics e como sua história em quadrinhos favorita cita Preacher.
Ele é o melhor amigo e companheiro do lutador profissional Colt Cabana, que conheceu quando ele treinava na Steel Domain Wrestling. Ele também é o melhor amigo de Lars Frederiksen, vocalista e guitarrista da banda Rancid, que foi entrevistado para o DVD produzido pela WWE sobre Punk.

## No wrestling
- WWE
  - Movimentos de finalização

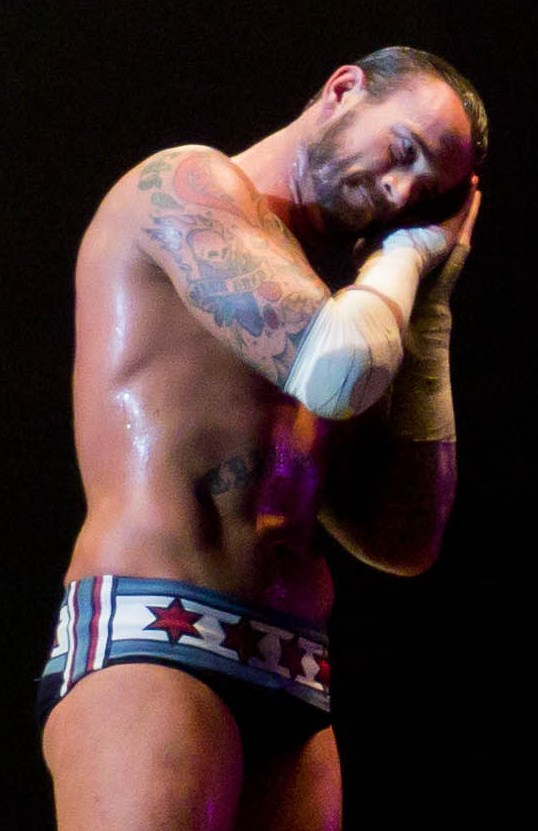
A "provocação assinatura" de Punk, indicando que vai colocar seu adversário "para dormir"

    - Anaconda Vise (Arm-trap triangle choke, principalmente a partir de uma posição supina)[316][317]
    - GTS – Go To Sleep (Fireman's carry dropped into a knee lift)[316]

  - Movimentos secundários
    - Arm trap swinging neckbreaker[318][319]
    - Arm wrench seguido por pisão no braço, realizando um mule kick com uma perna abaixo do rosto do adversário[49]
    - Backhand chop[319][320]
    - Belly-to-back suplex,[319][321][322] às vezes da corda superior[320]
    - Bulldog[119][323][324]
    - Diving crossbody[321][325]
    - Diving elbow drop[326][327] – adotado e utilizado em tributo a Randy Savage[259]
    - Double underhook backbreaker[49]
    - Hammerlock twisted em um short-range lariat[49]
    - Koji Clutch[316]
    - Leg drop,[319][320] por vezes, um running e precedido por um scoop slam[328]
    - Mongolian chop[329]
    - Múltiplas variações de kick
      - Back heel[330]
      - Leg lariat[322][331]
      - Roundhouse[332][333][334]
      - Step-up enzuigiri[49]

    - Repetidos elbow strikes no peito de um adversário[335]
    - Rope hung arm trap can opener[324]
    - Short-arm clothesline[336]
    - Sitout suplex slam[337]
    - Slingshot somersault senton[49][324][325]
    - Snap scoop powerslam[338]
    - Springboard clothesline[320][321][324][325][339]
    - Step-up high knee em um adversário acuado,[323][324] seguido por um bulldog[119][323] ou um short-arm clothesline[319]
    - Suicide dive[321][325]
    - Super frankensteiner[340][341]
    - Tilt-a-whirl backbreaker[49][325]
- Circuito independente
  - Movimentos de finalização
    - Anaconda vise ou um arm triangle choke[49]
    - Pepsi Plunge[325] (Diving double underhook facebuster)[49]
    - Shining wizard[49]

  - Movimentos secundários
    - Arm wrench seguido por pisar em um braço, realizando um mule kick com uma perna abaixo do rosto do adversário[49]
    - Corkscrew dive transferido para um diving neckbreaker[325]
    - Crooked Moonsault[342] (Split-legged moonsault)[49]
    - Delayed vertical suplex[49][325]
    - Devil Lock DDT[325] (Hammerlock legsweep DDT)[49]
    - Facewash[325]
    - Inverted facelock backbreaker[49]
    - Inverted frankensteiner[49]
    - Jackie Chan[49][325] (Enquanto estava sentado em um canto, agarra a corda de cima com uma mão em cada lado e quando o oponente tenta puxá-lo para fora das cordas por suas pernas, ele realiza um back tuck, caindo em pé)
    - Pepsi Twist[49][325] (Jumping hammerlock twisted into a short-range lariat)[49]
    - Punk-Handle Piledriver[49][325] (Pumphandle reverse piledriver)
    - Rolling fireman's carry slam[325]
    - Slingshot somersault senton[49][325]
    - Springboard corkscrew crossbody[49]
    - Suicide dive[325]
    - Welcome to Chicago, Motherfucker[325] (Double underhook backbreaker)[49]
- Alcunhas
  - "The Best in the World" ("O Melhor do Mundo")[343]
  - "Mr. Money in the Bank" (Sr. "Money in the Bank")[105][121]
  - "The Second City Saint / Savior" (O santo / salvador de Second City")[344][345]
  - "The Straight Edge Savior / Superstar" ("O salvador / superastro Straight Edge")[346][347]
  - "The Voice of the Voiceless" ("O voz dos sem voz")[348][349]
- Managers
  - Milo Beasley[49]
  - Tracy Brooks[49]
  - Bobby Heenan[49]
  - Paul Heyman
  - Alexis Laree / Vicki Adams[49]
  - Lucy[350]
  - Joshua Masters[49]
  - James Mitchell[49]
  - Dave Prazak[351]
- Temas de entrada
  - Circuito independente
    - "Shitlist" por L7
    - "South of Heaven" por Slayer[352]
    - "A Call for Blood" por Hatebreed[353]
    - "Miseria Cantare (The Beginning)" por AFI[353]
    - "Cult of Personality" por Living Colour[354]
    - "Night Train" por The Bouncing Souls[355]
    - "¡Olé!" por The Bouncing Souls[2]

  - WWE
    - "This Fire Burns" por Killswitch Engage (1 de agosto de 2006 - 17 de julho de 2011)[356]
    - "We Are One" por 12 Stones (10 de janeiro de 2011; usado uma vez, enquanto um membro do The Nexus)
    - "Cult of Personality" por Living Colour (25 de julho de 2011 - presente)[357]
- Lutadores que treinou

| - Anthony Blanca - Anthony Franco - Bobby Dempsey - Davey Andrews | - Derek Dempsey - Evan Starsmore - Grizzly Redwood - Jay Jensen | - Matt Turner - Pelle Primeau - Shane Hagadorn - Smash Bradley |

## Títulos e prêmios
•AEW
AEW World Championship (2 vezes)
- Independent Wrestling Association Mid-South
  - Campeonato dos Pesos-Pesados do Centro-Sul da IWA (5 vezes)[358]
  - Campeonato dos Pesos-Médios do Centro-Sul da IWA (2 vezes)[359]
- International Wrestling Cartel
  - Campeonato dos Pesos-Pesados da IWC (1 vez)[360]
- Mid-American Wrestling
  - Campeonato dos Pesos-Pesados da MAW (1 vez) [361]
- NWA Cyberspace
  - Campeonato Cyberspace de Duplas da NWA (1 vez)[362] - com Julio Dinero
- NWA Revolution
  - Campeonato Revolution dos Pesos-Pesados da NWA (1 vez)
- Ohio Valley Wrestling
  - Campeonato dos Pesos-Pesados da OVW (1 vez)[363]
  - Campeonato Sulista de Duplas da OVW (1 vez)[364] - com Seth Skyfire
  - Campeonato Televisivo da OVW (1 vez)[365]
- Pro Wrestling Illustrated
  - Rivalidade do ano (2011)[366] vs. John Cena
  - Luta do ano (2011)[367] vs. John Cena no Money in the Bank
  - Lutador mais popular do ano (2011)[368]
  - Lutador do ano (2011, 2012)[369]
  - PWI o colocou na 1ª posição dos 500 melhores lutadores individuais de 2012[370][371]
- Revolver
  - Prêmio Deuses de Ouro de "atleta mais Metal" (2012)[372]
- Ring of Honor
  - Campeonato Mundial de Duplas da ROH (2 vezes)[373] - com Colt Cabana
  - Campeonato Mundial da ROH (1 vez)[53]
- St. Paul Championship Wrestling
  - Campeonato Televisivo dos Estados do Norte da SDW (2 vezes)[251]
  - Campeonato dos Pesos-Médios dos Estados do Norte da SPCW (1 vez)[251]
- WWE
  - Campeonato da ECW (1 vez)[374]
  - Campeonato Mundial dos Pesos-Pesados (3 vezes) [375][376][377]
  - Campeonato da WWE (2 vezes)1[378][379]
  - Campeonato Mundial de Duplas (1 vez)[380] – com Kofi Kingston
  - Campeonato Intercontinental (1 vez) [381]
  - Luta Money in the Bank (2008 e 2009)[105][121]
  - Décimo nono vencedor da Tríplice Coroa[119]
  - Slammy Award pelo Momento "Oh, meu Deus" do ano (2008) – CM Punk cobrando a maleta do Money in the Bank em Edge, conquistando o Campeonato Mundial dos Pesos-Pesados[108]
  - Slammy Award pelo "Choque do ano" (2009) – CM Punk força Jeff Hardy a deixar a WWE após uma luta numa jaula de aço[130]
  - Slammy Award pelo "Momento desprezível do ano" (2010) – CM Punk cantando "Parabéns pra você" para a filha de Rey Mysterio[382]
  - Slammy Award de Lutador do ano (2011)[383]
  - Slammy Award pela "Bomba caseira" do ano (2011)[383]
  - Slammy Award pela Camiseta do ano (2011)[384] – "Best in the World"
- Wrestling Observer Newsletter
  - Melhor Personagem (2009, 2011)[385][386]
  - Melhor em entrevistas (2011, 2012)[386][387]
  - Rivalidade do ano (2009) vs. Jeff Hardy[385]
  - Rivalidade do ano (2011) vs. John Cena[386]
  - Luta do ano (2011) vs. John Cena no Money in the Bank[386]
  - Melhor DVD de Pro Wrestling (2012) para CM Punk: Best in the World[387]

1 ↑  Punk manteve o título simultaneamente com Rey Mysterio e John Cena durante seu primeiro reinado. Depois de derrotar Cena, Punk tornou-se campeão indiscutível, mas não foi reconhecido pela WWE como tendo conquistado o título pela segunda vez.

### Recorde nas Luchas de Apuestas
| Aposta | Vencedor     | Perdedor | Local             | Data               | Nota                                                 |
| ------ | ------------ | -------- | ----------------- | ------------------ | ---------------------------------------------------- |
| Cabelo | Rey Mysterio | CM Punk  | Detroit, Michigan | 23 de maio de 2010 | Luta Promessa da S.E.S. vs. Cabelo no Over the Limit |